# Liste der Biografien/Strau
Liste der Biografien |
Portal Biografien |
Personensuche
# |
A |
B |
C |
D |
E |
F |
G |
H |
I |
J |
K |
L |
M |
N |
O |
P |
Q |
R |
S |
T |
U |
V |
W |
X |
Y |
Z |
?
 
Sa |
Sb |
Sc |
Sd |
Se |
Sf |
Sg |
Sh |
Si |
Sj |
Sk |
Sl |
Sm |
Sn |
So |
Sp |
Sq |
Sr |
Ss |
St |
Su |
Sv |
Sw |
Sy |
Sz
 
Sta |
Ste |
Sth |
Sti |
Stj |
Stl |
Sto |
Str |
Sts |
Stt |
Stu |
Stv |
Stw |
Sty
 
Stra |
Strb |
Stre |
Strg |
Stri |
Strl |
Strm |
Strn |
Stro |
Strp |
Stru |
Stry |
Strz
 
Straa |
Strab |
Strac |
Strad |
Strae |
Straf |
Strag |
Strah |
Strai |
Straj |
Strak |
Stral |
Stram |
Stran |
Strap |
Stras |
Strat |
Strau |
Strav |
Straw |
Strax |
Stray |
Straz
Die Liste der Biografien führt alle Personen auf, die in der deutschsprachigen Wikipedia einen Artikel haben. Dieses ist eine Teilliste mit 437 Einträgen von Personen, deren Namen mit den Buchstaben „Strau“ beginnt.

## Strau

### Straub
- Straub, Agnes (1890–1941), deutsche Schauspielerin
- Straub, Alexander (* 1983), deutscher Stabhochspringer
- Straub, Andreas (* 1984), deutscher Betriebswirt und Buchautor
- Straub, Anja (* 1968), Schweizer Degenfechterin
- Straub, Anton (1852–1931), Priester der Diözese Speyer, später Jesuit in Innsbruck und Wien
- Straub, August (1812–1879), deutscher Mediziner und Politiker
- Straub, August (1900–1986), deutscher Journalist und Schriftsteller
- Straub, Bendicht (1787–1868), Schweizer Politiker
- Straub, Bernd F. (* 1973), deutscher Chemiker und Hochschullehrer
- Straub, Brúnó (1914–1996), ungarischer Biochemiker, Politiker und Staatspräsident
- Straub, Christian Markle (1804–1860), US-amerikanischer Politiker
- Straub, Christof (* 1969), österreichischer Musiker und KomponistChristof Straub (* 1969)

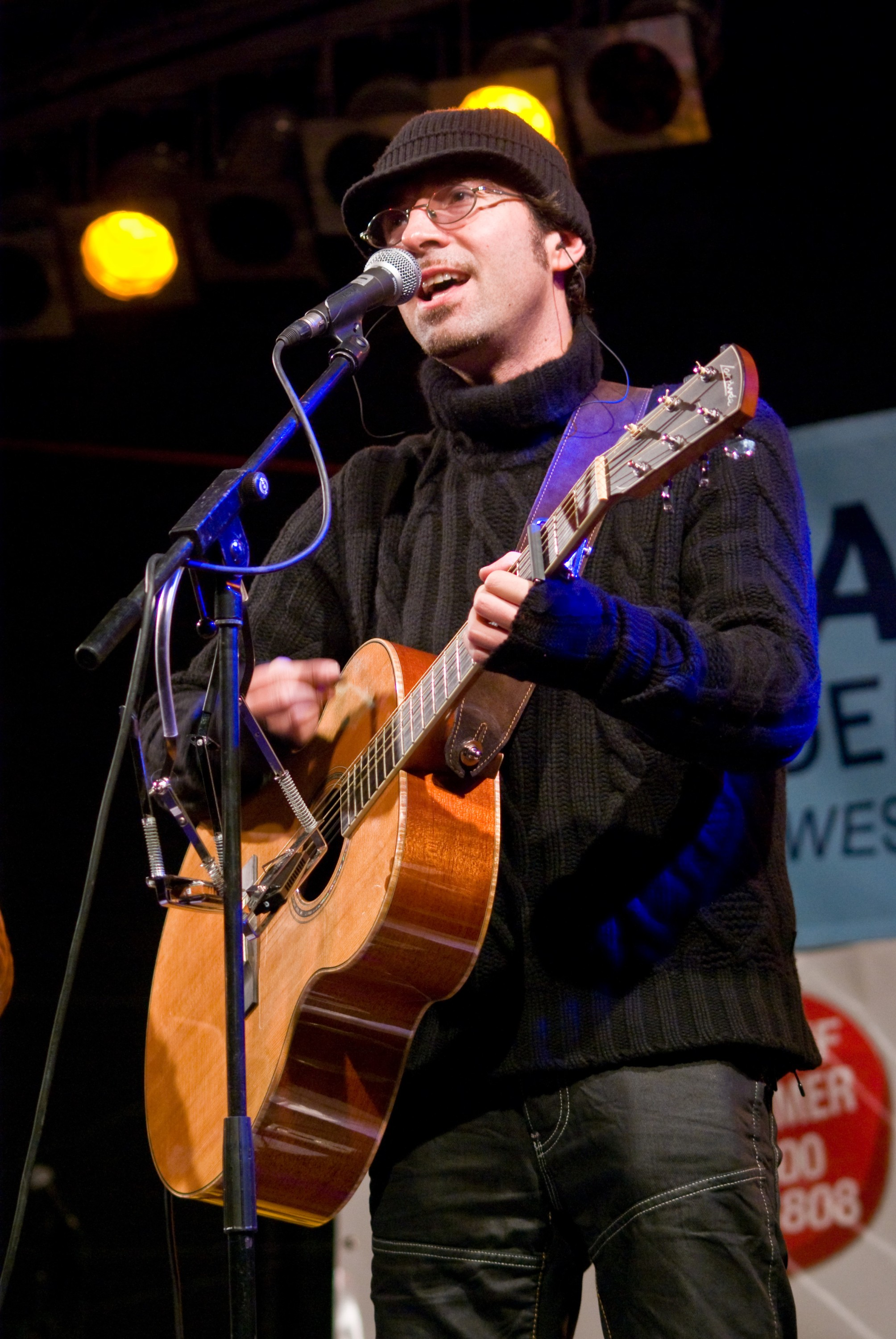
Christof Straub (* 1969)

- Straub, Christoph (* 1961), deutscher Mediziner und Krankenkassenmanager
- Straub, Daniel (1815–1889), deutscher Metallwarenfabrikant
- Straub, Eberhard (1940–2024), deutscher Historiker und Publizist
- Straub, Elsbeth (* 1979), niederländische Biathletin und Skilangläuferin
- Straub, Emma (* 1980), US-amerikanische Schriftstellerin
- Straub, Erich, deutscher Manager, Preußischer Provinzialrat
- Straub, Erich (1885–1945), deutscher Psychiater und Euthanasietäter
- Straub, Felix (* 1997), deutscher Bobanschieber
- Straub, Franz (1889–1977), deutscher Polizist
- Straub, Hans (1895–1962), Schweizer Bauingenieur und Bauhistoriker
- Straub, Hans Helmut (1941–2022), deutscher Schauspieler
- Straub, Harriet (1872–1945), deutsche Ärztin und Schriftstellerin
- Straub, Hausi (1928–2024), Schweizer Akkordeon- und Schwyzerörgelispieler
- Straub, Heinrich (1838–1876), deutscher Metallwarenfabrikant
- Straub, Heinrich (1917–2003), deutscher Geistlicher, römisch-katholischer Kirchenrechtler
- Straub, Hermann (1882–1938), deutscher Mediziner
- Straub, Irène (* 1971), Schweizer Musicalsängerin und Gesangspädagogin
- Straub, Isabella (* 1968), österreichische AutorinIsabella Straub (* 1968)

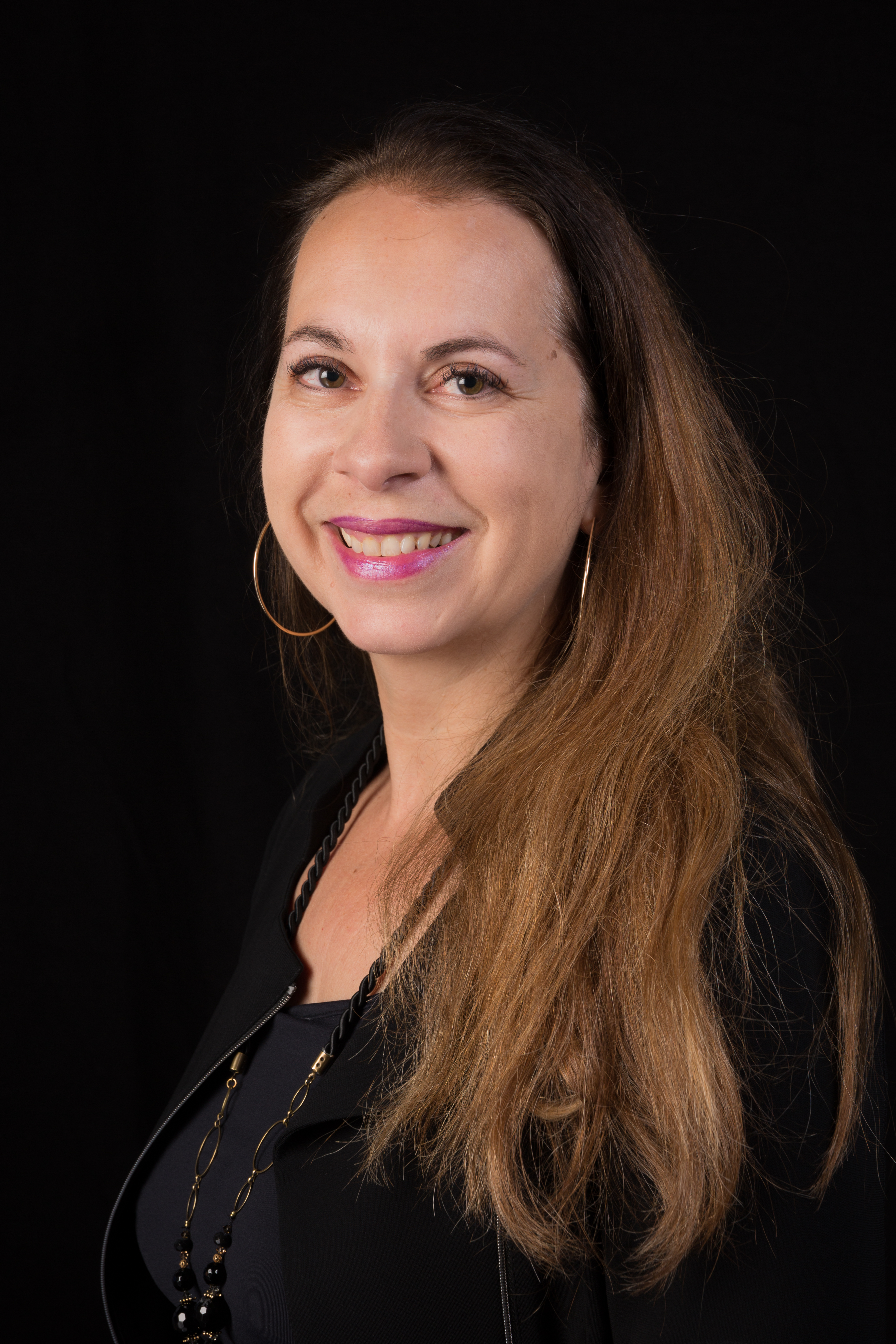
Isabella Straub (* 1968)

- Straub, Isabella (* 1991), deutsche Sportschützin
- Straub, Jacqueline (* 1990), deutsche TheologinJacqueline Straub (* 1990)

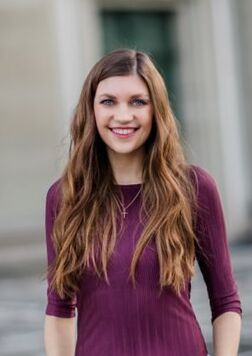
Jacqueline Straub (* 1990)

- Straub, Jean-Marie (1933–2022), französischer Regisseur
- Straub, Joachim (1907–1995), deutscher Jurist und Politiker (CDU), MdL
- Straub, Johann Baptist (1704–1784), deutscher Rokokobildhauer
- Straub, Johann Georg (1798–1854), deutscher Geigenbauer und Geiger
- Straub, Johanna (1864–1956), deutsche Politikerin
- Straub, Johanna (* 1970), deutsche Autorin und Filmerin
- Straub, Johannes (1912–1996), deutscher Althistoriker
- Straub, Joseph (1911–1987), deutscher Biologe, Botaniker und Züchtungsforscher
- Straub, Joseph Wendolin (1800–1869), Schweizer Lehrer, Rektor und Autor
- Straub, Jürgen (* 1953), deutscher Leichtathlet und Olympiamedaillengewinner
- Straub, Jürgen (* 1958), deutscher Psychologe, Sozialwissenschaftler und Kulturwissenschaftler
- Straub, Karl (1873–1949), deutscher Lehrer und Schriftsteller
- Straub, Karl (1898–1966), deutscher politischer KZ-Häftling, Widerstandskämpfer gegen das NS-Regime und VVN-Leiter
- Straub, Karl (* 1971), deutscher Politiker (CSU), MdL in Bayern
- Straub, Karl Willy (1880–1971), deutscher Schriftsteller
- Straub, Konrad (* 1938), Schweizer Autor christlicher Hörspiele und Bücher
- Straub, Kris (* 1979), US-amerikanischer Web-Cartoonist
- Straub, Laurens (1944–2007), niederländischer Drehbuchautor, Schauspieler, Dramaturg und Produzent
- Straub, Lorenz Wilhelm (1839–1926), deutscher Gymnasiallehrer und -Direktor
- Straub, Maria Elisabeth (* 1943), deutsche Schriftstellerin
- Straub, Marianne (1909–1994), Schweizer Textildesignerin
- Straub, Melanie (* 1976), deutsche Schauspielerin
- Straub, Mike (* 1977), US-amerikanischer Schauspieler
- Straub, Natalia (* 1978), ukrainisch-deutsche Schachspielerin und seit 1998 Großmeisterin der Frauen (WGM)
- Straub, Nikolaus, deutscher Notar
- Straub, Otto C. (1930–2021), deutscher Tierarzt insbesondere der Virologie
- Straub, Peter (* 1939), deutscher Politiker (CDU), MdL und Präsident des Landtags von Baden-Württemberg
- Straub, Peter (1943–2022), US-amerikanischer SchriftstellerPeter Straub (1943–2022)

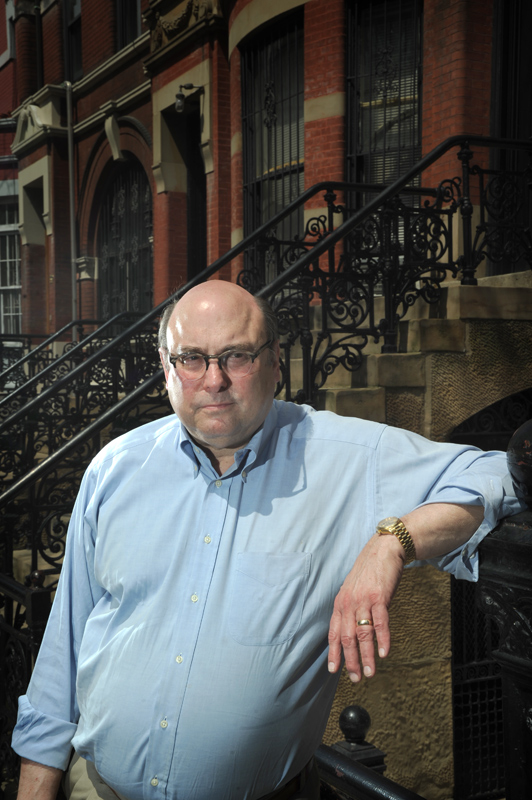
Peter Straub (1943–2022)

- Straub, Philipp Jakob, österreichischer Bildhauer
- Straub, Rainer H. (* 1960), deutscher Mediziner und Hochschullehrer
- Straub, Ramona (* 1993), deutsche Skispringerin
- Straub, René (* 1947), deutscher Konzeptkünstler
- Straub, Robert (1832–1901), Schweizer Politiker
- Straub, Robert W. (1920–2002), US-amerikanischer Politiker
- Straub, Roderich (1847–1925), badischer Beamter
- Straub, Rolf E. (1920–2011), deutscher Restaurator, Professor für Technologie der Malerei und Gründer des Instituts für Museumskunde an der Kunstakademie Stuttgart
- Straub, Ruwen (* 1993), deutscher Schwimmsportler
- Straub, Sarah (* 1986), deutsche Singer-SongwriterinSarah Straub (* 1986)

Sarah Straub (* 1986)

- Straub, Sebastian (1810–1883), deutscher Jurist und Politiker
- Straub, Siegfried (1894–1915), deutscher Dichter
- Straub, Simon († 1730), deutscher Geigenbauer
- Straub, Stephan (* 1971), deutscher Fußballtorhüter
- Straub, Teresa (* 1995), deutsche Fußballspielerin
- Straub, Theo (* 2004), deutscher Handballspieler
- Straub, Theodor (1930–2023), deutscher Historiker
- Straub, Thomas (* 1973), deutscher Ökonom
- Straub, Walther (1874–1944), deutscher Pharmakologe
- Straub, Werner (1901–1945), deutscher protestantischer Geistlicher der Bekennenden Kirche
- Straub, Werner (1902–1983), deutscher Psychologe, Wegbereiter der Arbeitsschutztheorie in Deutschland
- Straub, Wilfried (1939–2016), deutscher Fußballfunktionär, Vizepräsident des Deutschen Fußball-Verbands
- Straub, Wolfgang (* 1969), Schweizer Jurist und Fotograf
- Straub, Zoë (* 1996), österreichische Sängerin und SchauspielerinZoë Straub (* 1996)

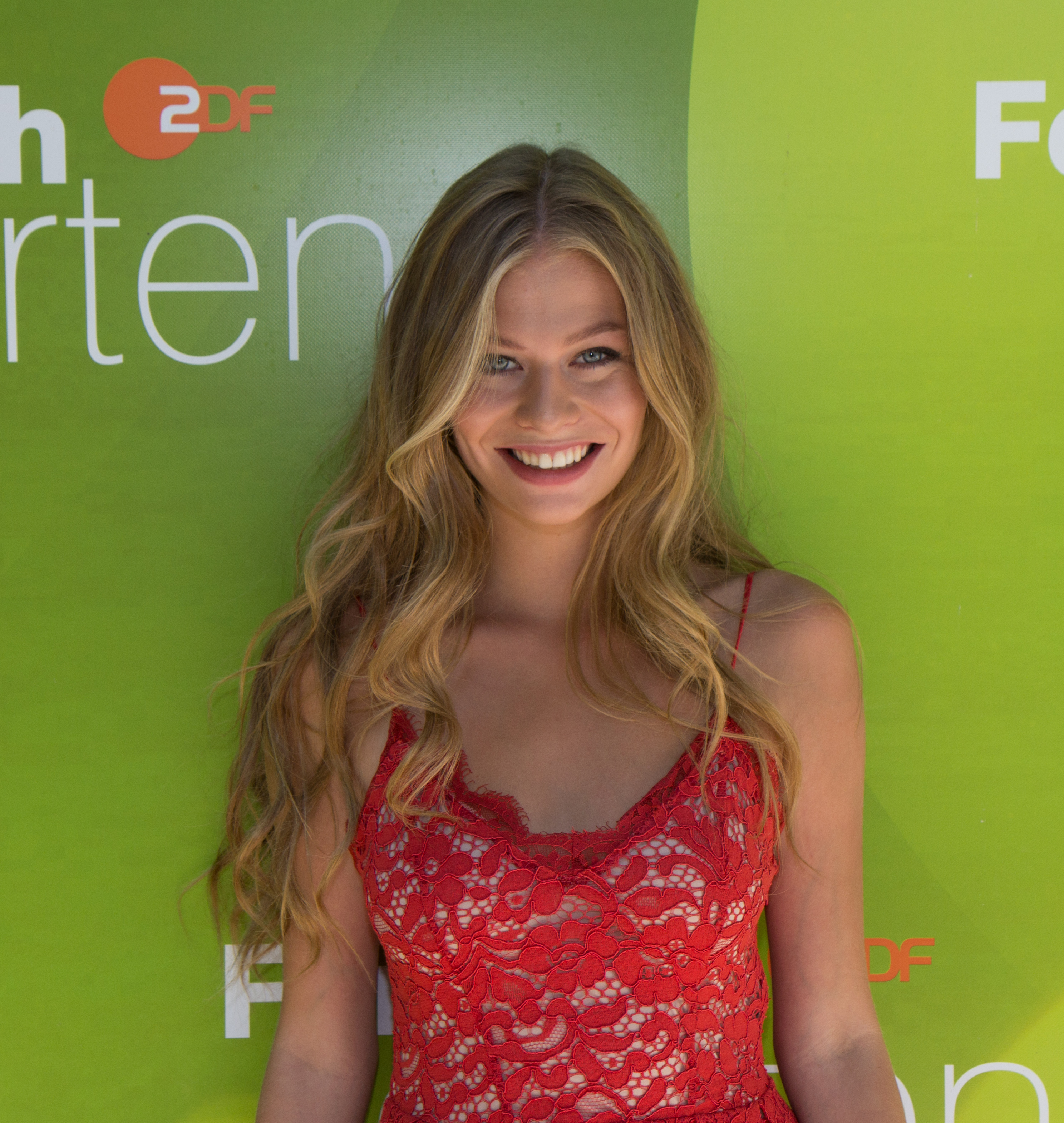
Zoë Straub (* 1996)

- Straub-Müller, Vroni (* 1963), Schweizer Politikerin (CSP)
- Straube, Adolph (1810–1839), deutscher Bildhauer und Medailleur in Weimar
- Straube, Arno (1915–1945), deutscher Kletterer und Bergsteiger, Gegner des Nationalsozialismus
- Straube, Axel (1942–2017), deutscher Basketballspieler und -trainer
- Straube, Carsten (* 1984), deutscher Basketballschiedsrichter
- Straube, Chris (* 1974), kanadisch-deutscher Eishockeyspieler
- Straube, Christoph, deutscher Unternehmer und Autor
- Straube, Diethelm (* 1957), deutscher Journalist und Moderator
- Straube, Eckart (1939–2025), deutscher Psychologe und Autor
- Straube, Erich (1887–1971), deutscher General der Infanterie im Zweiten Weltkrieg
- Straube, Franz (1920–2009), deutscher Fußballspieler
- Straube, Franz Gustav (1802–1853), deutscher Naturforscher
- Straube, Fridolin (* 1877), deutscher Politiker (DNVP), MdL
- Straube, Heinrich (1794–1847), deutscher Schriftsteller und Jurist
- Straube, Helmut (1923–1984), deutscher Ethnologe
- Straube, Johann Heinrich Franz (1773–1848), deutscher Gürtler und Gelbgießer
- Straube, Johannes (1843–1906), deutscher Harmoniumbauer und Organist in Berlin
- Straube, Jörg (* 1953), deutscher Dirigent, Chorleiter und Hochschullehrer
- Straube, Julius (1832–1913), deutscher Kartograf und Verleger
- Straube, Karl (1873–1950), deutscher Organist und ChorleiterKarl Straube (1873–1950)

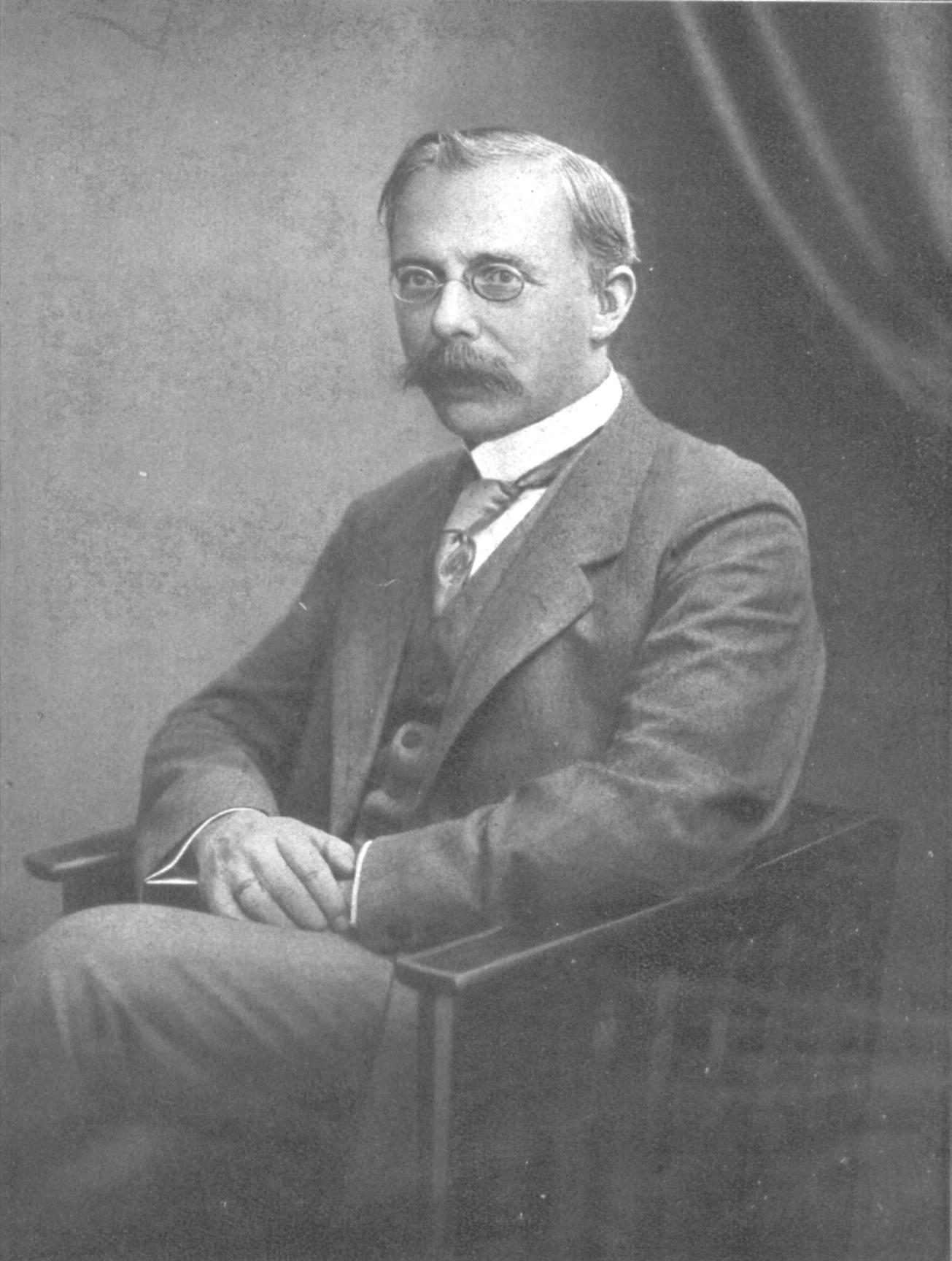
Karl Straube (1873–1950)

- Straube, Kasper, deutscher Buchdrucker
- Straube, Manfred (* 1930), deutscher Historiker
- Straube, Manfred P. (1944–2024), österreichischer Rechtswissenschaftler
- Straube, Manuel (* 1984), deutscher Synchronsprecher
- Straube, Milena (* 1992), deutsch-französische SchauspielerinMilena Straube (* 1992)

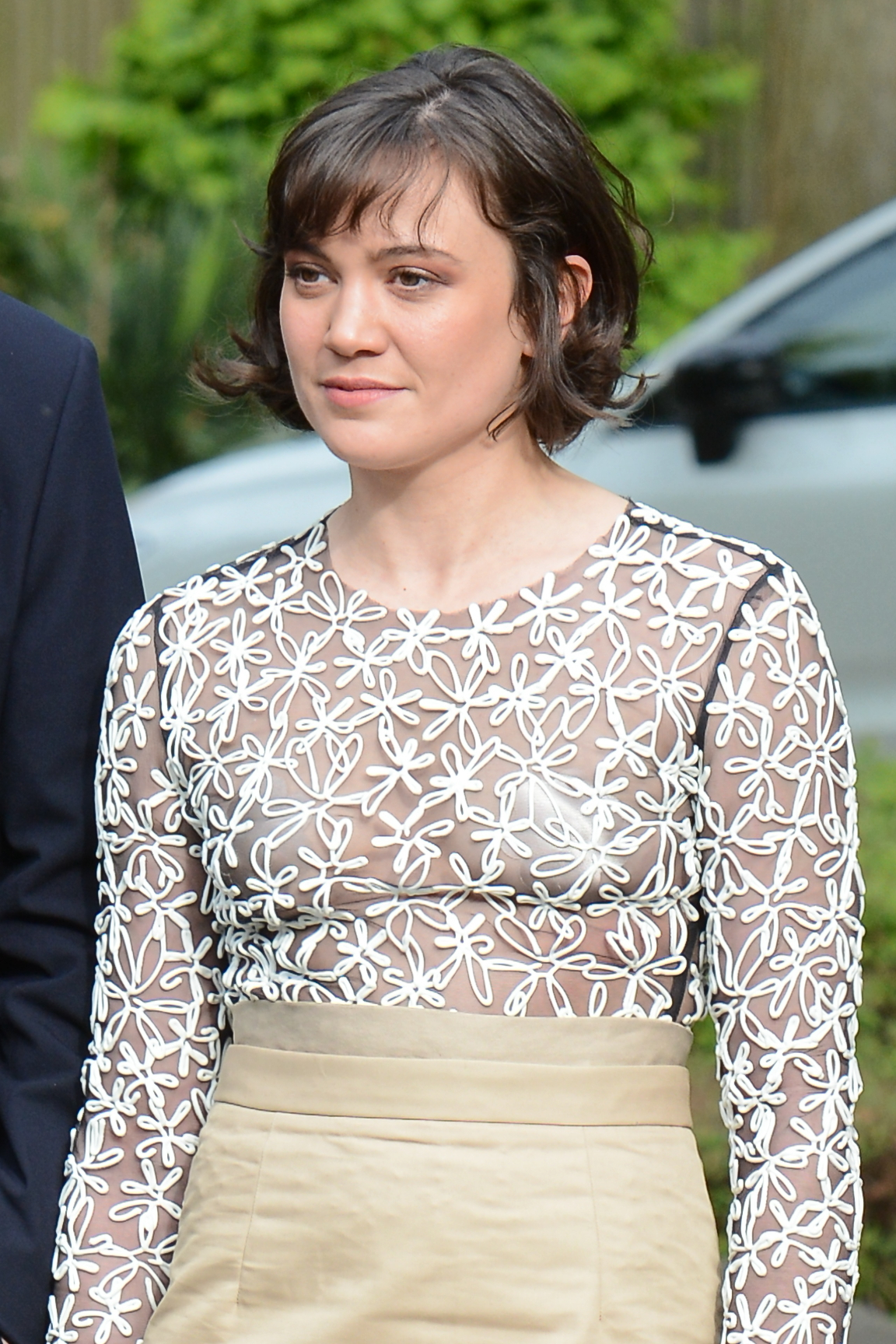
Milena Straube (* 1992)

- Straube, Oliver (* 1971), deutscher Fußballspieler
- Straube, Reinhard (* 1946), deutscher Schauspieler und Hörspielsprecher
- Straube, Richard (1897–1969), deutscher Politiker (SPD), MdA
- Straube, Richard (1927–2018), deutscher Seelsorger, Autor christlicher Bücher
- Straube, Sarah (* 2002), deutsche Volleyball- und Beachvolleyballspielerin
- Straube, William (1871–1954), deutscher Maler in Berlin und Neufrach
- Straubel, Bodo (* 1958), deutscher Radrennfahrer
- Straubel, Jeffrey B. (* 1975), US-amerikanischer Unternehmer
- Straubel, Marco (* 1981), deutscher Rennfahrer
- Straubel, Marie (1865–1944), deutsche Frauenrechtlerin
- Straubel, Rolf (* 1951), deutscher Historiker und Sachbuchautor
- Straubel, Rudolf (1864–1943), deutscher Physiker
- Straubel, Sebastian (* 1983), deutscher Politiker (CSU)
- Straubenmüller, Johann (1814–1897), deutscher Lehrer und politischer Autor
- Straubhaar, Anja (* 1986), Schweizer Schauspielerin
- Straubhaar, Thomas (* 1957), Schweizer Ökonom und Präsident des Hamburger Weltwirtschaftsinstituts
- Straubinger, Christian (1902–1983), österreichischer Politiker (NSDAP), MdR
- Straubinger, Max (* 1954), deutscher Politiker (CSU), MdB
- Straubinger, Peter-Arthur (* 1970), österreichischer Filmkritiker, Filmemacher, Journalist, Moderator und Keynote Speaker
- Straubinger, Rolf (* 1962), deutscher Koch
- Straubinger, Sybille (* 1970), österreichische Politikerin (SPÖ), Landtagsabgeordnete und Gemeinderätin

### Strauc
- Strauch Urioste, Eduardo (* 1947), uruguayischer Architekt und Maler, einer der Überlebenden des Flugzeugabsturzes 1972 in den AndenEduardo Strauch Urioste (* 1947)

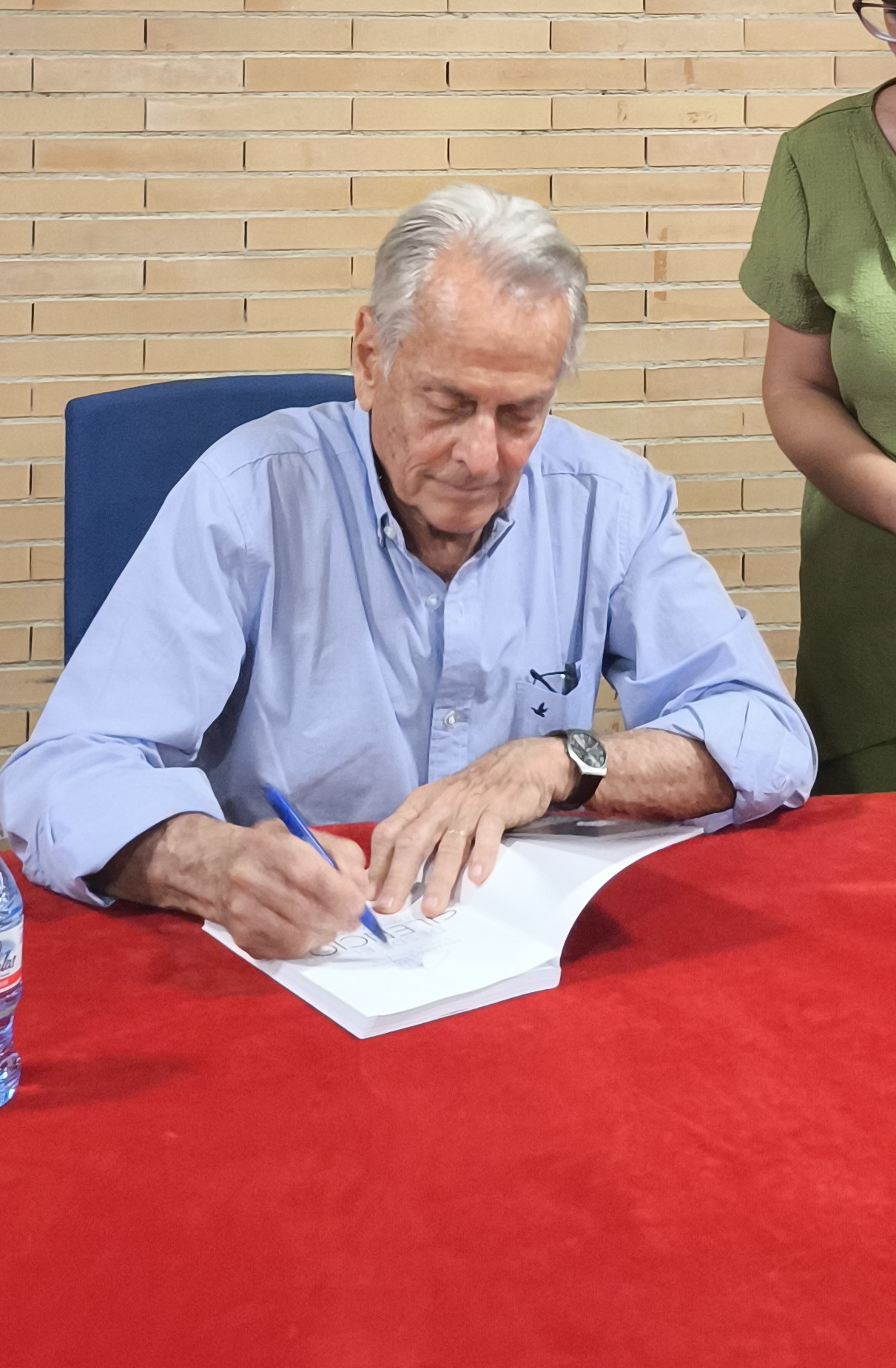
Eduardo Strauch Urioste (* 1947)

- Strauch, Aegidius (1632–1682), deutscher lutherischer Theologe, Historiker, Mathematiker und Astronom
- Strauch, Aegidius I. (1583–1657), deutscher lutherischer Theologe
- Strauch, Alexander (1832–1893), deutsch-russischer Zoologe
- Strauch, Alexander (* 1944), amerikanischer evangelikaler Theologe, Dozent und Autor
- Strauch, Alexander (* 1971), deutscher Komponist
- Strauch, Annegret (* 1968), deutsche Olympiasiegerin im Rudern
- Strauch, Augustin (1612–1674), deutscher Rechtswissenschaftler und sächsischer Diplomat
- Strauch, Benedict (1724–1803), deutscher Augustiner-Chorherr, katholischer Theologe und Pädagoge
- Strauch, Bernd (1949–2015), deutscher Politiker (SPD)
- Strauch, Bob (1913–1978), deutscher Grafiker, Karikaturist und Zeichner
- Strauch, Carsten (* 1971), deutscher Schauspieler, Regisseur, Filmproduzent
- Strauch, Christian (1896–1955), deutscher Turner
- Strauch, Conny (* 1958), deutsche Schlagersängerin
- Strauch, Cornelius (1611–1650), römisch-katholischer Geistlicher, Abt von Stift Lilienfeld
- Strauch, Daniel (* 1981), deutscher Basketballspieler
- Strauch, Dieter (* 1933), deutscher Rechtshistoriker, Mediävist
- Strauch, Diethelm (1947–2023), deutscher Pädagoge, Grundschullehrer, Dichter und Komponist christlicher Lieder
- Strauch, Dietmar (* 1942), deutscher Sachbuchautor
- Strauch, Eberhard (1948–2025), deutscher Fußballspieler
- Strauch, Eduard (1906–1955), deutscher SS-, Sicherheitspolizei- und SD-Befehlshaber und KriegsverbrecherEduard Strauch (1906–1955)

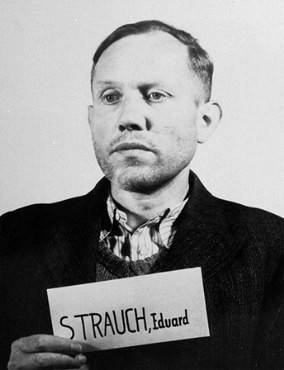
Eduard Strauch (1906–1955)

- Strauch, Franz (1846–1928), deutscher Admiral
- Strauch, Friedrich (1935–2020), deutscher Paläontologe
- Strauch, Friedrich August Wilhelm (1826–1906), deutscher Architekt
- Strauch, Georg Wilhelm (1805–1868), deutscher Mathematiker, Lehrer, Rektor und Sachbuchautor
- Strauch, Hans-Joachim (1930–1996), deutscher Künstler, Kunsterzieher und Hochschullehrer
- Strauch, Hans-Joachim (1939–2025), deutscher Rechtswissenschaftler und Verwaltungsrichter
- Strauch, Heinz (* 1939), deutscher Handballspieler und Handballtrainer
- Strauch, Hermann (1838–1904), deutscher Rechtswissenschaftler und Hochschullehrer
- Strauch, Hugo (* 1886), deutscher Schriftsteller
- Strauch, Jenna (* 1997), australische Schwimmerin
- Strauch, Johann (1588–1639), deutscher Rechtswissenschaftler
- Strauch, Johann II. (1612–1679), Rechtsgelehrter
- Strauch, Johannes (1884–1957), deutscher Konteradmiral (Ing.) der Kriegsmarine
- Strauch, Josef (1910–1970), deutscher Offizier, verurteilter Kriegsverbrecher
- Strauch, Justus T. (* 1968), deutscher Herz- und Thoraxchirurg
- Strauch, Karl Rudolf von (1771–1844), Tuchfabrikant, Gutsbesitzer und Landrat
- Strauch, Karl von (1804–1872), deutscher Verwaltungsjurist im Fürstentum Reuß jüngerer Linie
- Strauch, Lothar (1907–1991), deutscher Bildhauer und Grafiker
- Strauch, Lothar (* 1958), deutscher Eishockeyspieler
- Strauch, Ludwig Christian Gottlieb (1786–1855), deutscher evangelisch-lutherischer Geistlicher, Hauptpastor in Hamburg
- Strauch, Ludwig Karl (1875–1959), österreichischer Porträt-, Landschafts- und Kriegsmaler
- Strauch, Maximilien (1829–1911), belgischer General und Verwaltungsfunktionär
- Strauch, Michael (1635–1709), deutscher Mathematiker
- Strauch, Monika (1941–2023), österreichische Schauspielerin
- Strauch, Oliver (* 1966), deutscher Jazz-Schlagzeuger, Komponist und Musikproduzent
- Strauch, Patrick (* 1980), deutscher Eishockeyspieler
- Strauch, Peter (* 1943), deutscher evangelikaler Theologe, Buchautor und Liedermacher
- Strauch, Philipp (1852–1934), deutscher Germanist
- Strauch, Philipp (1862–1924), russischer Segler
- Strauch, Rudolf (1929–2019), deutscher Journalist
- Strauch, Samuel Friedrich (1788–1860), deutscher Organist und Kantor
- Strauch, Sonja, deutsche Fußballspielerin
- Strauch, Stefan (* 1974), deutscher Handballspieler
- Strauch, Tilo (* 1965), deutscher Handballspieler
- Strauch, Volkmar (1943–2009), deutscher Politiker (SPD), Staatssekretär in Berlin
- Strauch, Werner von (1825–1898), sächsischer Oberjäger- und Landforstmeister
- Strauch-Freytag, Bianca (* 1972), deutsche Grafikdesignerin
- Straucher, Benno (1854–1940), österreichisch-rumänischer Rechtsanwalt und Politiker

### Straud
- Straudi, Simon (* 1999), italienischer Fußballspieler

### Straue
- Strauer, Bodo-Eckehard (* 1943), deutscher Kardiologe

### Strauf
- Strauf, Hubert (1904–1993), deutscher Unternehmer und Werbetexter

### Straug
- Straughan, Peter (* 1968), britischer Dramatiker und Drehbuchautor

### Strauj
- Straujuma, Laimdota (* 1951), lettische Politikerin und Wirtschaftswissenschaftlerin

### Straul
- Strauler, Anna († 1487), Äbtissin von Lichtenthal
- Sträuli, Hans (1862–1938), Schweizer Jurist und Politiker
- Sträuli, Heinrich Emil (1834–1894), Schweizer Richter und Politiker
- Sträuli, Johannes (1803–1870), Schweizer Unternehmer
- Sträuli-Knüsli, Ida (1847–1918), Schweizer Frauenrechtlerin und Gründerin und Präsidentin des Frauenbunds Winterthur
- Straulino, Agostino (1914–2004), italienischer Segler und Marineoffizier

### Straum
- Straumann, Benjamin (* 1974), Schweizer Althistoriker
- Straumann, Éric (* 1964), französischer Politiker
- Straumann, Heinrich (1902–1991), schweizerischer Anglist und Germanist
- Straumann, Hermann (1862–1948), Schweizer Arzt und Politiker
- Straumann, Norbert (* 1936), Schweizer Physiker und Hochschullehrer
- Straumann, Reinhard (1892–1967), Schweizer Ingenieur und Unternehmer
- Straumann, Rhaban (* 1972), Schweizer Schauspieler, Satiriker und Autor
- Straumann, Roland (1899–1999), Schweizer Arzt
- Straumann, Tobias (* 1966), Schweizer WirtschaftshistorikerTobias Straumann (* 1966)

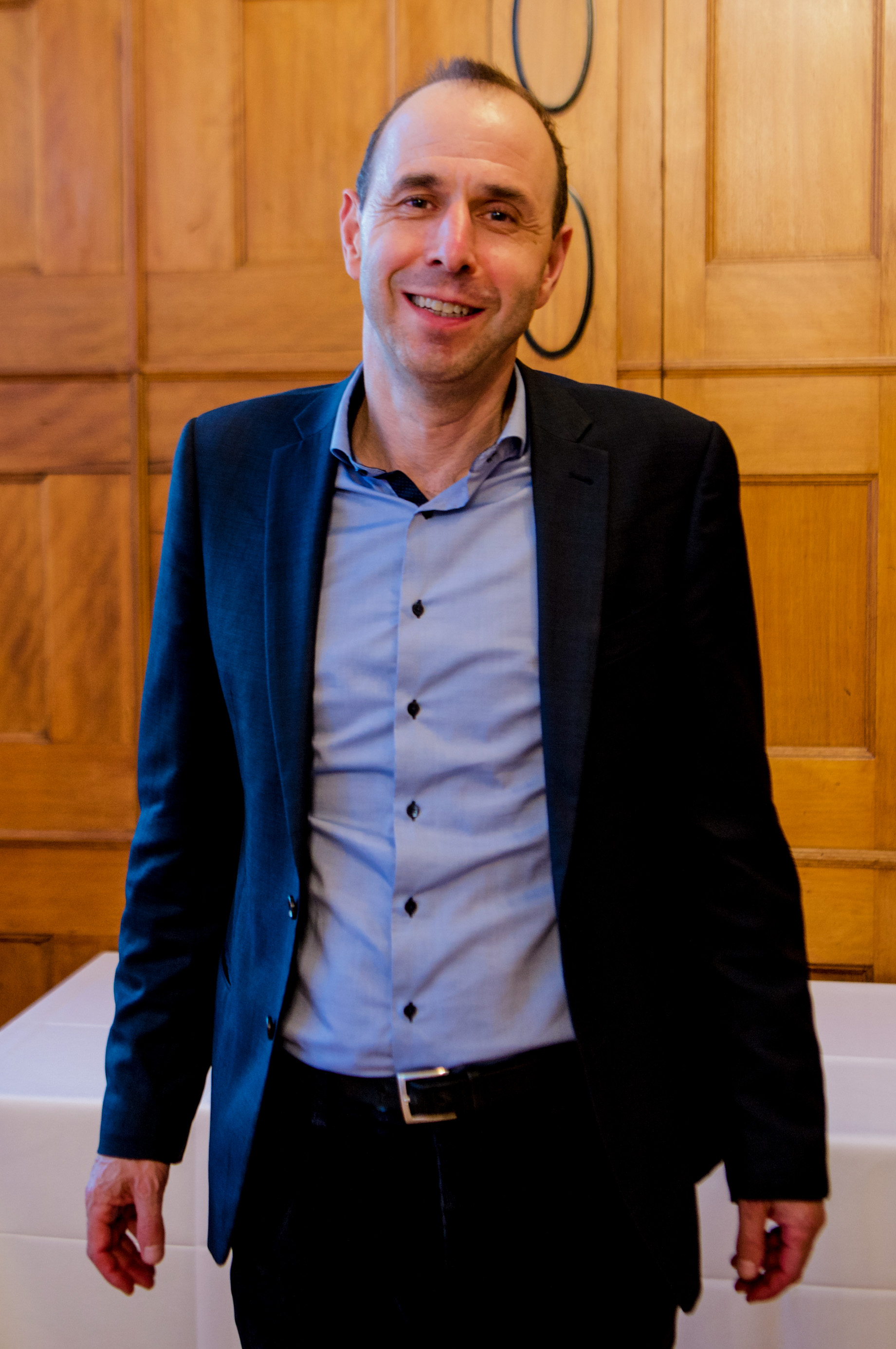
Tobias Straumann (* 1966)

- Straumann, Ursula (1944–2024), Schweizer Psychologin
- Straumann, Uwe (* 1977), Schweizer Radrennfahrer
- Straumann, Walter (* 1943), Schweizer Politiker
- Straumer, Friedrich (1840–1900), deutscher Pädagoge, Heimatschriftsteller und konservativer Politiker
- Straumer, Heinrich (1876–1937), deutscher Architekt
- Straumer, Ingrid (* 1952), deutsche Lehrerin und niederdeutsche Autorin

### Straup
- Štraupaitė, Dalia (* 1959), litauische Politikerin und Bürgermeisterin

### Straus
- Straus, Abraham Meier (1856–1934), deutscher Bankier und Mäzen in Karlsruhe
- Straus, Alexander (* 1975), norwegischer Fußballtrainer
- Štraus, Deni (* 1996), slowenischer Fußballspieler
- Straus, Emil (1899–1985), deutscher Pädagoge, Diplomat und Politiker (CVP), MdL
- Straus, Ernst Gabor (1922–1983), deutschamerikanischer Mathematiker
- Straus, Erwin (1910–1966), österreichischer Komponist
- Straus, Erwin W. (1891–1975), deutsch-US-amerikanischer Psychiater und Psychologe
- Straus, Fritz (1877–1942), deutscher Chemiker
- Straus, Georg (1926–2014), deutscher Kommunalpolitiker, Verbandsfunktionär und Unternehmer
- Straus, Ida (1849–1912), US-amerikanisches Opfer der Titanic-KatastropheIda Straus (1849–1912)

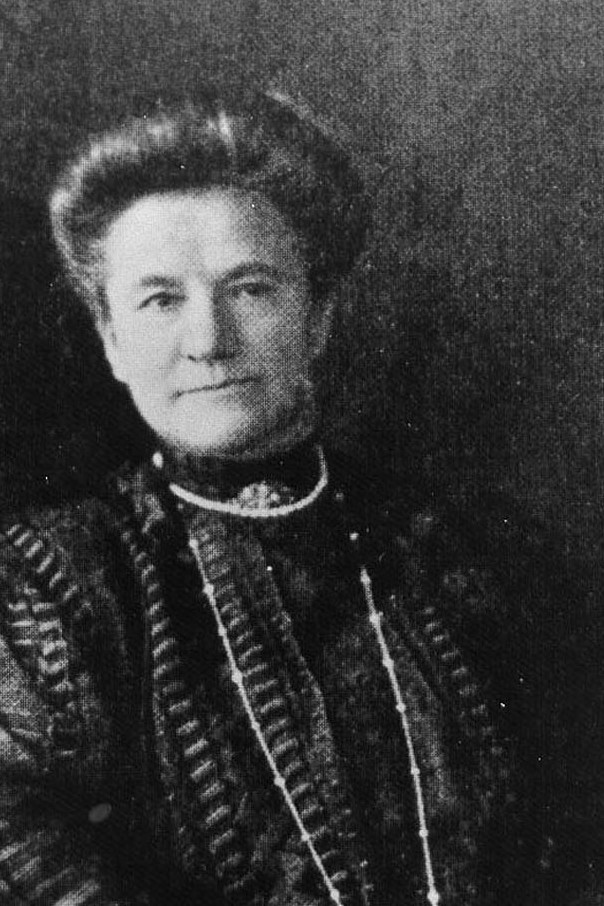
Ida Straus (1849–1912)

- Straus, Isidor (1845–1912), US-amerikanischer Geschäftsmann und PolitikerIsidor Straus (1845–1912)

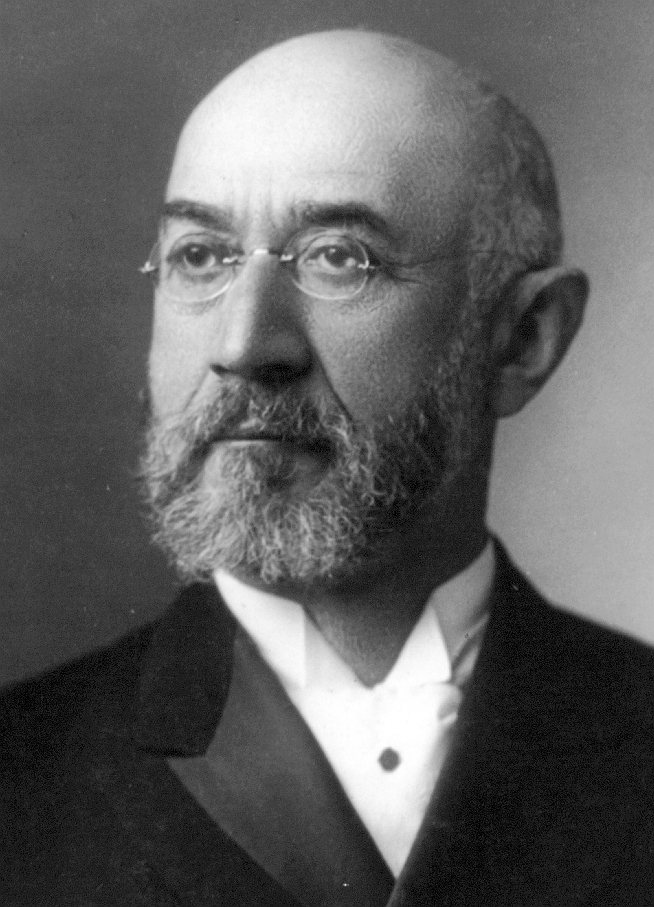
Isidor Straus (1845–1912)

- Štraus, Ivan (1928–2018), bosnischer Architekt
- Straus, Jack (1930–1988), US-amerikanischer Pokerspieler
- Straus, James, Spezialeffektkünstler
- Straus, Jesse I. (1872–1936), US-amerikanischer Diplomat
- Straus, Joseph (* 1938), italienischer Jurist
- Straus, Lazarus (1809–1898), deutsch-US-amerikanischer Kaufmann und Unternehmer
- Straus, Leo (1897–1944), österreichischer Autor
- Straus, Ludwig (1835–1899), österreichischer Geiger
- Straus, Manfred (1878–1942), deutscher Unternehmer und Opfer des Nationalsozialismus
- Straus, Max (* 1861), deutscher Unternehmer und Generalkonsul
- Straus, Moritz (1882–1959), deutscher Ingenieur und Geschäftsmann
- Straus, Nathan (1848–1931), deutsch-amerikanischer Geschäftsmann und Philanthrop
- Straus, Nathan Jr. (1889–1961), US-amerikanischer Politiker, Herausgeber und Journalist
- Straus, Oscar (1850–1926), US-amerikanischer Diplomat und Politiker
- Straus, Oscar (1870–1954), österreichischer OperettenkomponistOscar Straus (1870–1954)

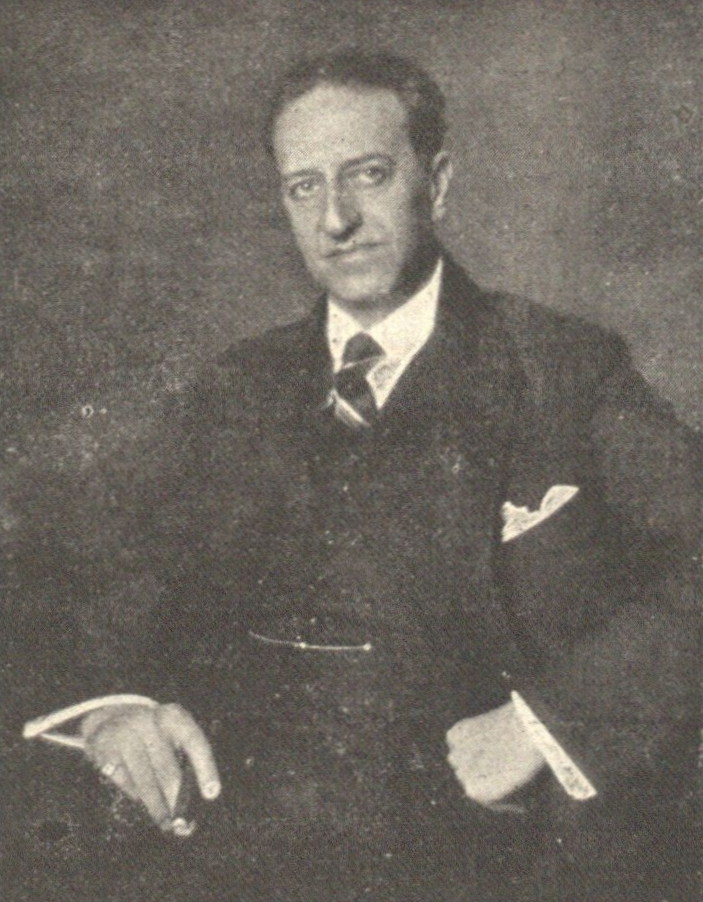
Oscar Straus (1870–1954)

- Straus, Paula (1894–1943), deutsche Gold- und Silberschmiedin
- Straus, Rahel (1880–1963), Pionierin des Frauenstudiums, Ärztin und Zionistin
- Straus, Raphael (1887–1947), deutsch-amerikanischer Historiker
- Straus, Reinhold (1938–2010), deutscher Fußballspieler
- Straus, Seligman Löb (1815–1880), Gründer der Bettfedernfabrik Straus & Cie
- Straus-Ernst, Luise (1893–1944), deutsche Kunsthistorikerin, Journalistin und Künstlerin
- Strausbaugh, Scott (* 1963), US-amerikanischer Kanute
- Strausfeld, Lisa (* 1964), US-amerikanische Informatikerin und Hochschullehrerin
- Strausfeld, Michi (* 1945), deutsche Literaturwissenschaftlerin, Übersetzerin, Verlagslektorin und Herausgeberin
- Strausfeld, Nicholas (* 1942), Neurobiologe
- Strausfeld, Peter (1910–1980), deutscher Grafiker
- Strauss Clay, Jenny (* 1942), US-amerikanische Klassische Philologin und emeritierte Hochschullehrerin
- Strauß und Torney, Hugo von (1837–1919), preußischer Landrat, Polizeipräsident, Verwaltungsgerichtsdirektor und Senatspräsident
- Strauß und Torney, Lothar von (1835–1903), preußischer Generalmajor
- Strauß und Torney, Lulu von (1873–1956), deutsche SchriftstellerinLulu von Strauß und Torney (1873–1956)

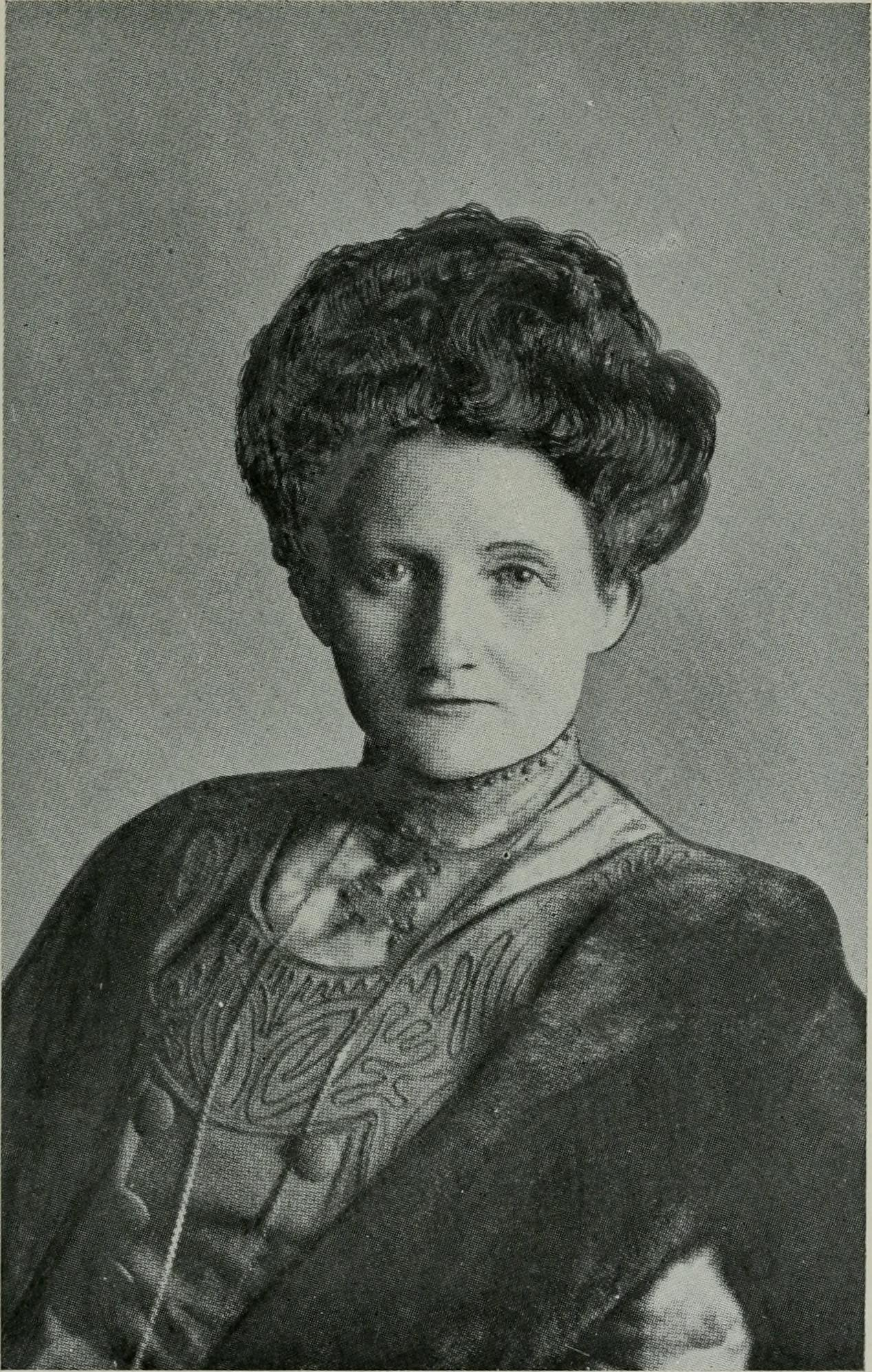
Lulu von Strauß und Torney (1873–1956)

- Strauß und Torney, Viktor von (1809–1899), fürstlich schaumburg-lippischer Gesandter und Minister, Ehrenbürger von Dresden
- Strauß, Adolf (1879–1973), deutscher Generaloberst im Zweiten Weltkrieg
- Strauss, Adolf (1902–1944), deutsch-böhmischer Komponist und Holocaustopfer
- Strauss, Albrecht B. (1921–2015), US-amerikanischer Anglist
- Strauß, Alfred (1894–1966), österreichischer Sänger und Gesangspädagoge
- Strauß, Alfred (1902–1933), deutscher Rechtsanwalt
- Strauss, Andreas (* 1968), österreichischer Künstler
- Strauss, Andrew (* 1977), englischer Cricketspieler
- Strauß, Andy (* 1981), deutscher Poetry Slammer, Slam Master und Autor
- Strauss, Annika (* 1984), deutsche Schauspielerin
- Strauß, Anselm Franz (1780–1830), deutscher Naturwissenschaftler, Hochschullehrer und Unternehmer
- Strauss, Anselm L. (1916–1996), US-amerikanischer Soziologe
- Strauß, Anton (1828–1888), deutscher Stadtgärtner und Gartendirektor von Köln
- Strauss, Arnold (1902–1965), deutscher Pathologe
- Strauß, Astrid (* 1968), deutsche Schwimmerin
- Strauß, Benno (1873–1944), deutscher Physiker und Metallurge
- Strauß, Bernd (* 1959), deutscher Sportpsychologe und Hochschullehrer
- Strauß, Bernhard (* 1956), deutscher Psychologe, Psychotherapeut und Hochschullehrer
- Strauß, Bernhard (* 1975), österreichischer Beachvolleyballspieler
- Strauß, Botho (* 1944), deutscher Schriftsteller und DramatikerBotho Strauß (* 1944)

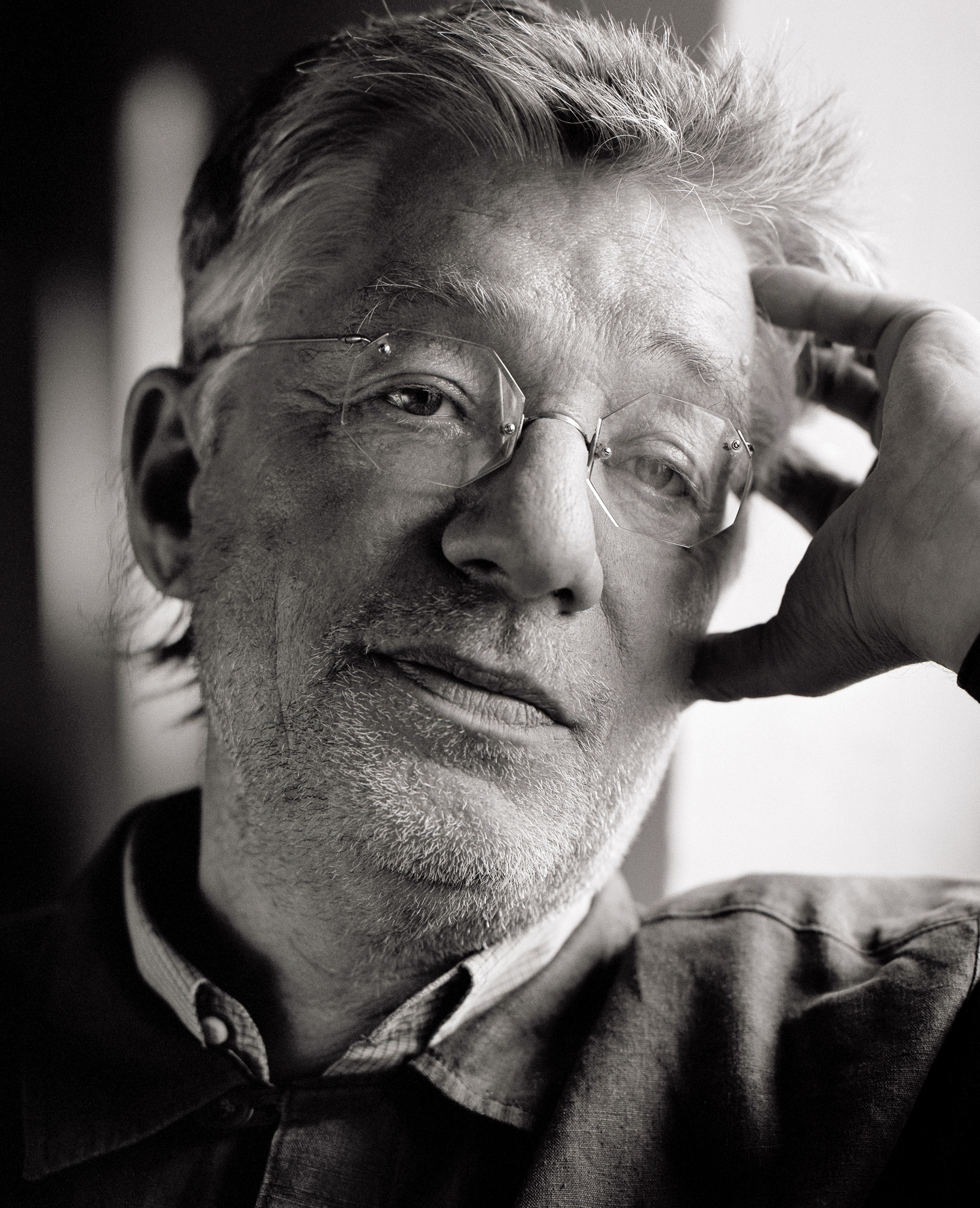
Botho Strauß (* 1944)

- Strauss, Bruno (1889–1969), deutscher Pädagoge, Germanist und Philosophiehistoriker
- Strauß, Carl (1857–1937), Bürgermeister, Mitglied des Provinziallandtages der Provinz Hessen-Nassau
- Strauss, Carl (1873–1957), US-amerikanisch-schweizerischer Maler, Radierer und Illustrator
- Strauß, Carl Gottlieb (1743–1790), deutscher evangelischer Geistlicher und Pädagoge
- Strauß, Carla (1944–2016), deutsche Tischtennisspielerin
- Strauss, Carolyn (* 1963), US-amerikanische Fernsehproduzentin und -managerin
- Strauss, Charles M. (1840–1892), US-amerikanischer Geschäftsmann und Politiker (Demokratische Partei)
- Strauss, Christoph († 1631), österreichischer Komponist und Organist
- Strauß, Daniel (* 1965), deutscher Bürgerrechtler von Sinti und Roma
- Strauß, David Friedrich (1808–1874), deutscher Schriftsteller, Philosoph und TheologeDavid Friedrich Strauß (1808–1874)

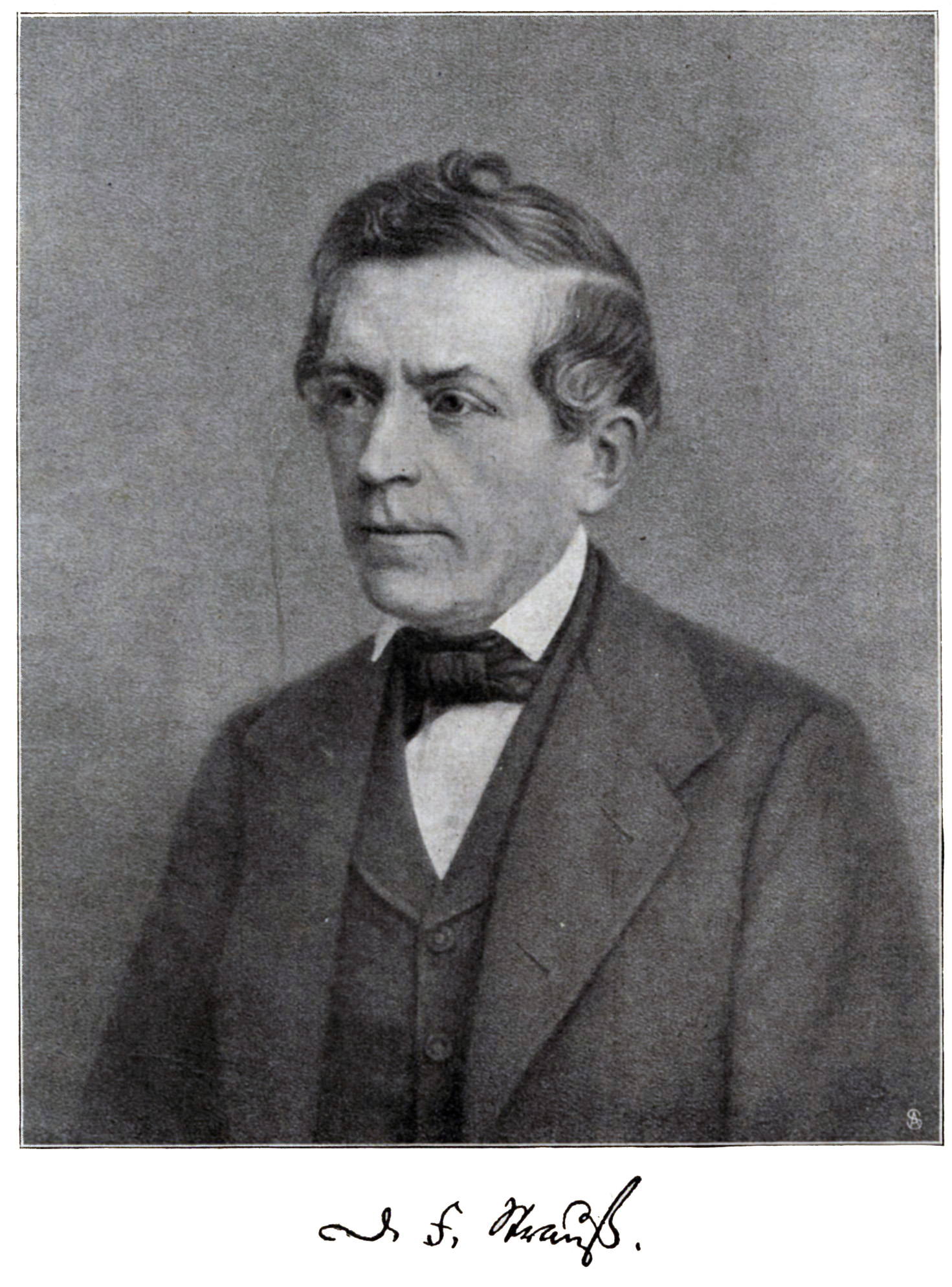
David Friedrich Strauß (1808–1874)

- Strauss, Dieter (* 1942), deutscher Germanist
- Strauß, Dieter (* 1944), deutscher Fußballspieler
- Strauss, Dorothea (* 1960), deutsche Kunsthistorikerin
- Strauß, Edmund von (1869–1919), österreichischer Dirigent
- Strauß, Eduard (1835–1916), österreichischer Komponist und Kapellmeister
- Strauss, Eduard (1876–1952), deutschamerikanischer Chemiker und Philosoph
- Strauss, Eduard (1890–1971), deutscher Chemiker, Apotheker, Unternehmer und Autor
- Strauss, Eduard (* 1955), österreichischer Richter
- Strauss, Eduard II (1910–1969), österreichischer Kapellmeister
- Strauß, Emil (1845–1903), deutscher Buchhändler und Verleger
- Strauß, Emil (1866–1960), deutscher Schriftsteller
- Strauß, Emil (1889–1942), österreichisch-tschechischer Journalist, Politiker und Historiker
- Strauss, Erich (1911–1981), britischer Ökonom
- Strauß, Erik (* 1982), deutscher Wirtschaftswissenschaftler
- Strauss, Ernst (1901–1981), deutscher Kunsthistoriker und Klavierpädagoge
- Strauß, Esther (* 1986), österreichische bildende Künstlerin, Performancekünstlerin und Sprachkünstlerin
- Strauß, Fabian (* 1993), deutscher Basketballtrainer und -spieler
- Strauss, Felix (* 2001), österreichischer Fußballspieler
- Strauss, Felix F. (1918–1990), austroamerikanischer Historiker
- Strauß, Frank (1970–2024), deutscher Eishockeyspieler und Bankmanager
- Strauss, Franz (1822–1905), deutscher Hornist und Komponist
- Strauß, Franz Georg (* 1961), deutscher Medienunternehmer, jüngster Sohn des früheren Bayerischen Ministerpräsidenten Franz Josef Strauß
- Strauß, Franz Josef (1915–1988), deutscher Politiker (CSU), MdL, MdB, MdEPFranz Josef Strauß (1915–1988)

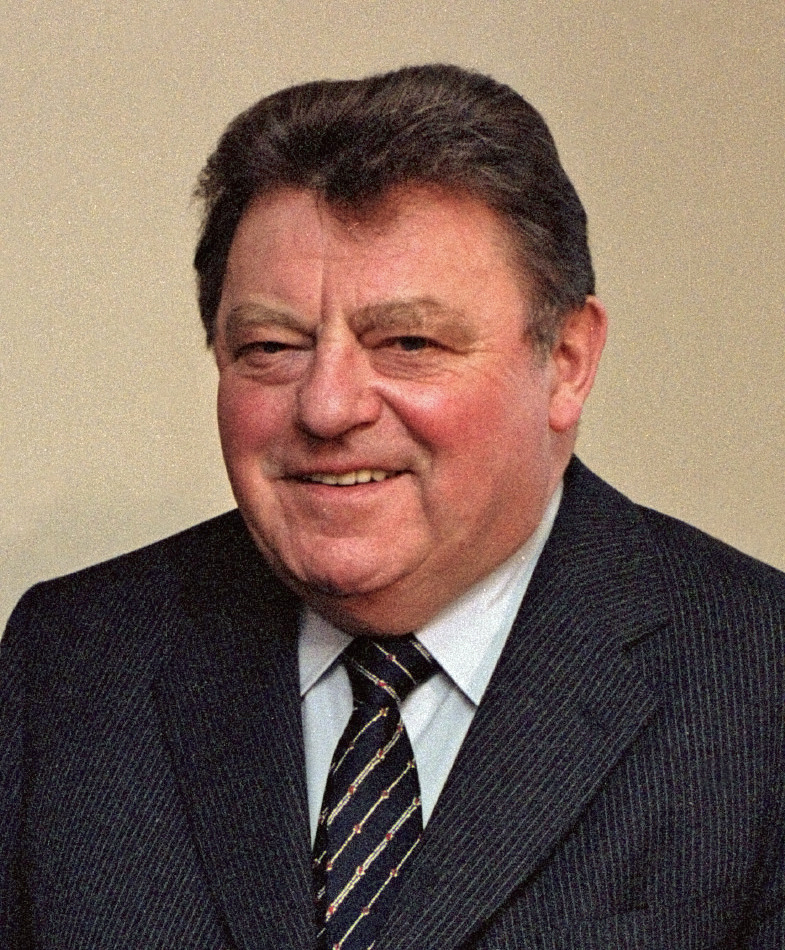
Franz Josef Strauß (1915–1988)

- Strauß, Franz Xaver (1898–1966), deutscher Politiker (CSU) und Mitglied des Bayerischen Landtags
- Strauß, Frauke, deutsche Schauspielerin
- Strauß, Friedrich (1786–1863), preußischer Oberhofprediger
- Strauß, Friedrich Adolf (1817–1888), deutscher evangelischer Theologe
- Strauss, Fritz (1903–1948), deutscher Landrat und Bürgermeister
- Strauss, Georg (1896–1975), deutscher Unternehmer, Schriftsteller, Verbandsfunktionär und Verleger
- Strauss, George, Baron Strauss (1901–1993), britischer Politiker (Labour), Mitglied des House of Commons
- Strauss, Gerhard (1908–1984), deutscher Kunsthistoriker
- Strauß, Gottfried (1641–1706), deutscher Rechtswissenschaftler und Universitätsprofessor
- Strauß, Hans (1932–2011), deutscher evangelischer Theologe
- Strauß, Hans (* 1952), deutscher Jurist
- Strauss, Harry (1909–1941), US-amerikanischer Mobster der Murder Inc.
- Strauss, Heidi (* 1970), österreichische Politikerin (SPÖ), Landtagsabgeordnete in Oberösterreich
- Strauß, Heinrich (1816–1887), Bürgermeister und Abgeordneter
- Strauß, Heinrich (1882–1968), deutscher Politiker (CVP), Landrat und MdL Saarland
- Strauß, Helfried (* 1943), deutscher Fotograf und Hochschullehrer
- Strauss, Herbert A. (1918–2005), deutsch-US-amerikanischer Historiker
- Strauss, Herbert L. (1936–2014), US-amerikanischer Physikochemiker
- Strauß, Hermann (1868–1944), deutscher Internist
- Strauss, Hermann (1876–1942), Kaufmann und Vorsitzender der jüdischen Gemeinde in Witten
- Strauß, Hermann (1931–2011), deutscher Leichtathlet
- Strauß, Hugo (1907–1941), deutscher Ruderer
- Strauß, Jacob, evangelischer Theologe und Reformator
- Strauß, Jakob (* 1960), österreichischer Politiker (SPÖ), Abgeordneter zum Kärntner Landtag
- Strauss, Jo-Ann (* 1981), südafrikanisches Model und Moderatorin
- Strauß, Johann (1590–1630), deutscher Mathematiker
- Strauss, Johann (1804–1849), österreichischer Komponist und Kapellmeister
- Strauss, Johann (1825–1899), österreichisch-deutscher Kapellmeister und Komponist, wurde als „Walzerkönig“ international geschätztJohann Strauss (1825–1899)

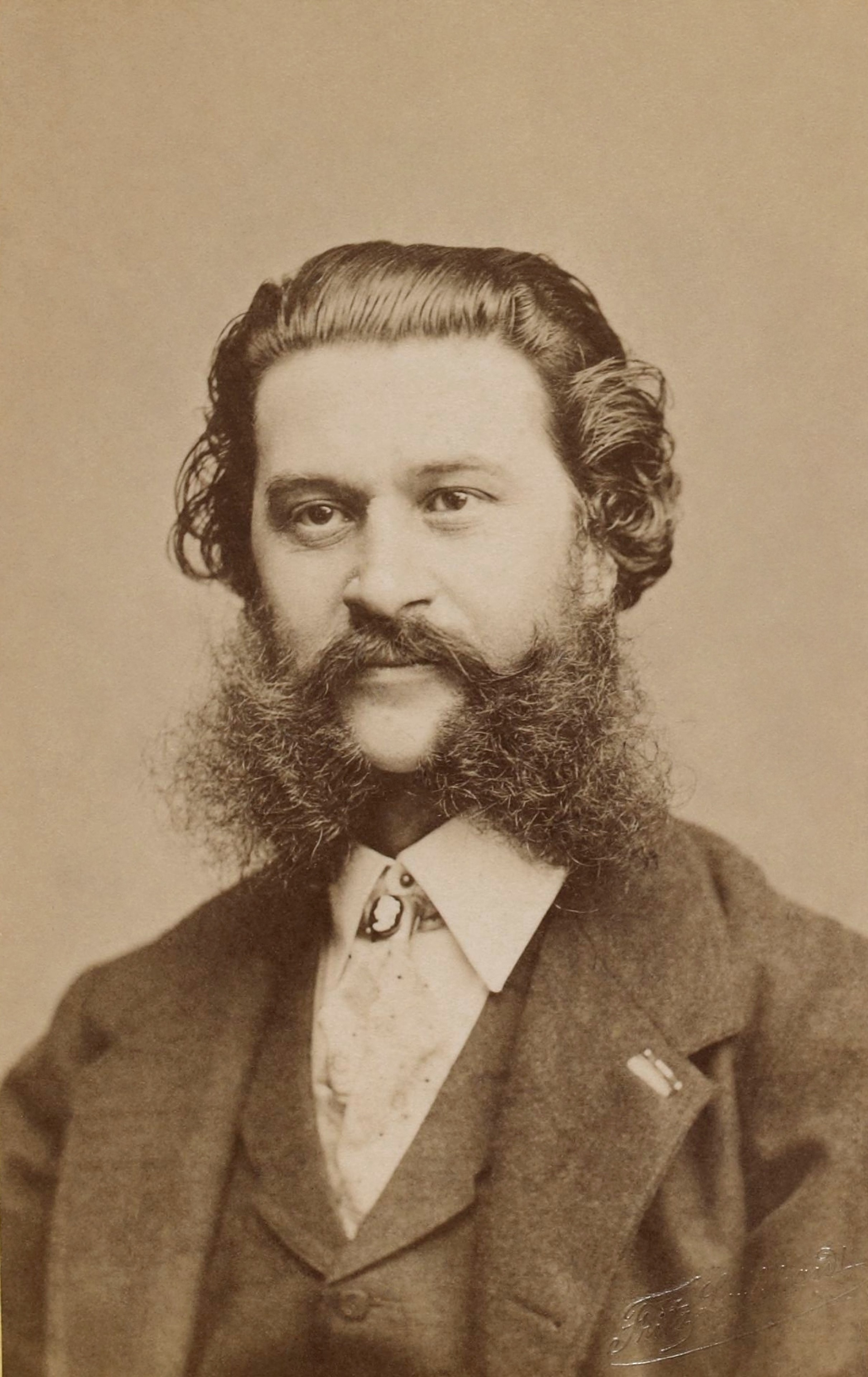
Johann Strauss (1825–1899)

- Strauss, Johann (1866–1939), österreichischer Komponist und Kapellmeister
- Strauß, Johann Christoph von († 1686), kurbrandenburger Generalmajor, Chef des Kürassier-Regiments Nr. 2
- Strauß, Johann Friedrich (1823–1872), deutscher Landwirt und Politiker
- Strauß, Johann Gottfried (1718–1779), deutscher evangelischer Hofprediger
- Strauß, Johann Michael (1628–1692), deutscher lutherischer Theologe
- Strauss, Johannes-Sebastian (* 1965), deutscher Gitarrist und Sänger
- Strauß, John-Patrick (* 1996), deutsch-philippinischer Fußballspieler
- Strauss, Josef (1827–1870), österreichischer Komponist und Dirigent
- Strauß, Josef (1925–2013), österreichischer Lehrer
- Strauß, Josef (1928–2012), deutscher Fußballspieler
- Strauss, Joseph (1793–1866), österreichischer Violinvirtuose, Komponist und Dirigent
- Strauss, Joseph Baermann (1870–1938), US-amerikanischer Ingenieur und Erbauer der Golden Gate Bridge in San Francisco
- Strauss, Joulia (* 1974), russische Künstlerin
- Strauss, Jules († 1909), französischer Komponist und Arrangeur
- Strauss, Jürgen (* 1943), deutscher Anglist, Linguist und Hochschullehrer
- Strauss, Kai (* 1970), deutscher Bluesmusiker, Sänger und Gitarrist
- Strauß, Karl (* 1883), deutscher Gymnasiallehrer und Opfer des Holocaust
- Strauss, Karl-Heinz (* 1960), österreichischer Baumanager
- Strauß, Klara (1875–1941), deutsche Fabrikantengattin und NS-Opfer
- Strauß, Kurt (1901–1944), deutscher Chirurg und Hochschullehrer
- Strauss, Leo (1899–1973), deutsch-amerikanischer Philosoph
- Strauss, Levi (1829–1902), deutsch-amerikanischer Industrieller und Erfinder der Jeans
- Strauss, Lewis (1896–1974), US-amerikanischer Politiker (Republikanische Partei), Geschäftsmann, Bankier und Offizier der US NavyLewis Strauss (1896–1974)

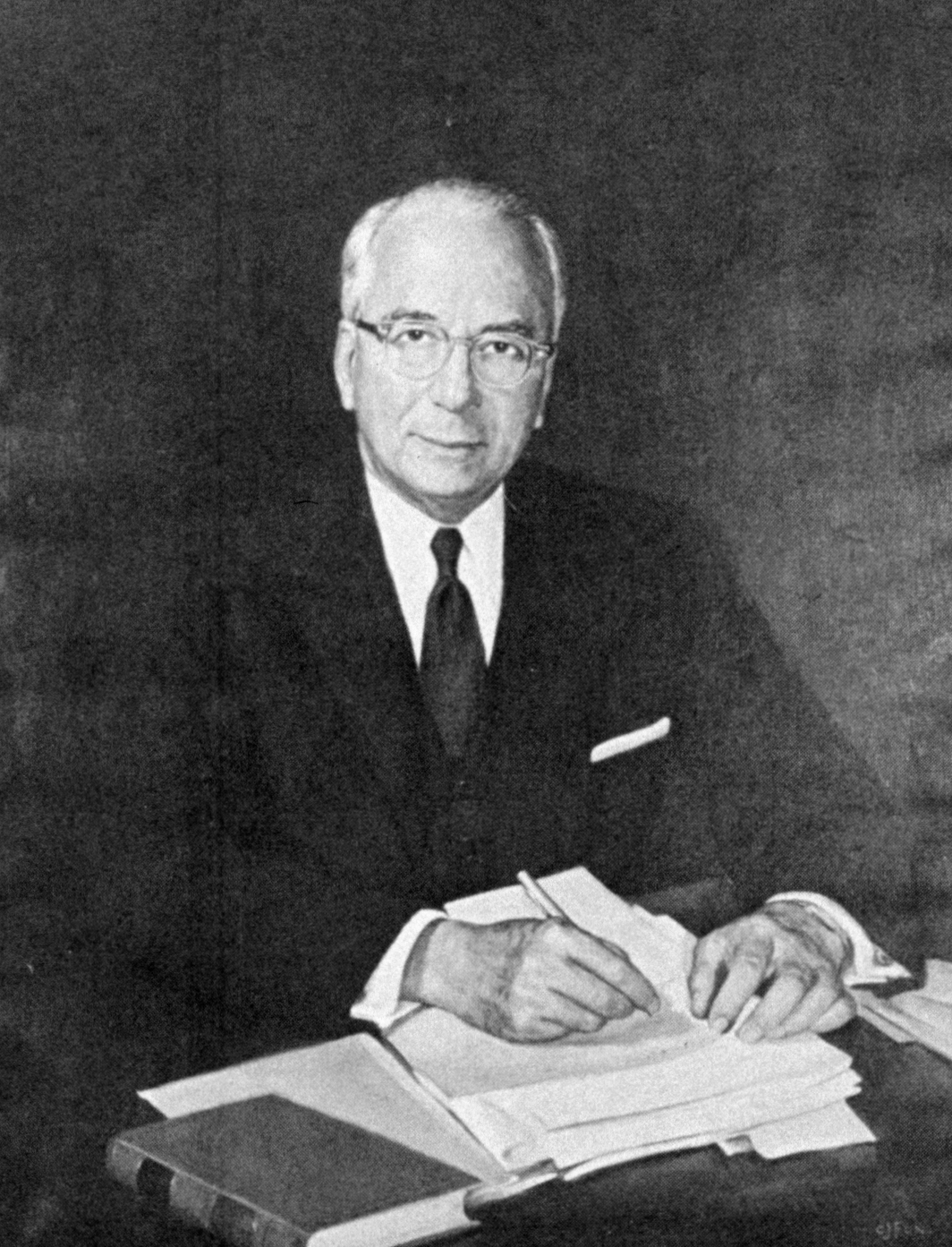
Lewis Strauss (1896–1974)

- Strauss, Lotte (1913–1985), deutsch-amerikanische Pathologin
- Strauss, Lotte (1913–2020), deutschamerikanische Autorin
- Strauss, Ludwig (1892–1953), deutscher Schriftsteller und Literaturwissenschaftler
- Strauss, Ludwig G. (1949–2013), deutscher Radiologe
- Strauss, Marcel (* 1976), Schweizer Radrennfahrer
- Strauß, Marianne (1930–1984), deutsche Investorin, Ehefrau von Franz Josef Strauß
- Strauß, Marie († 1864), deutsche Hefehändlerin, Mörderin, öffentlich Hingerichtete
- Strauß, Martin (* 1959), deutscher Schriftsteller
- Strauss, Matthias (* 1956), deutscher Basketballspieler
- Strauß, Max (1888–1956), deutscher Rechtsanwalt und Übersetzer
- Strauß, Max (* 1959), deutscher Jurist und ältester Sohn von Franz Josef Strauß
- Strauss, Moses (1887–1981), deutscher Arzt, Autor und Gemeindevorsteher der orthodoxen jüdischen Gemeinde in Heilbronn
- Strauss, Nadine (* 1995), österreichische Beachvolleyballspielerin
- Strauss, Neil (* 1969), US-amerikanischer Journalist und Autor
- Strauss, Nita (* 1986), US-amerikanische GitarristinNita Strauss (* 1986)

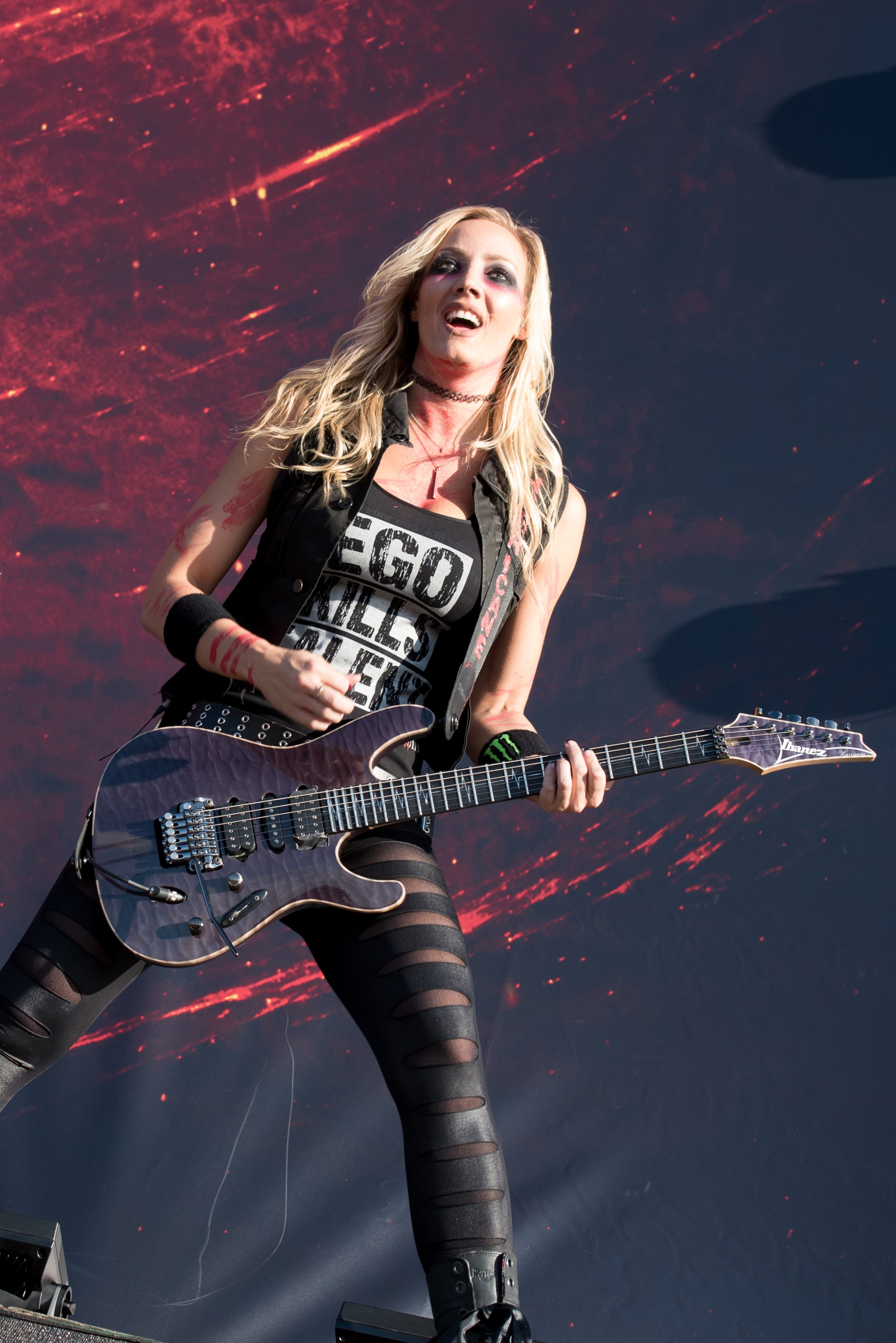
Nita Strauss (* 1986)

- Strauss, Ofra (* 1960), israelische Unternehmerin
- Strauss, Ottmar Edwin (1878–1941), deutscher Industrieller
- Strauß, Otto (1870–1938), deutscher Politiker (WP), MdR
- Strauß, Otto (1881–1940), deutscher Indologe und Hochschullehrer
- Strauß, Otto (* 1954), deutscher Politiker (AfD), MdB
- Strauß, Paul (1923–1995), deutscher Politiker (SED), MdV, Mitglied des Staatsrates der DDR
- Strauß, Paul-Friedrich (* 1922), deutscher Militär, General der Bundeswehr
- Strauss, Pavol (1912–1994), slowakischer Arzt, Philosoph, Prosaist, Essayist und Übersetzer
- Strauß, Peter (1900–1934), österreichischer Tagelöhner, Opfer des Austrofaschismus
- Strauss, Peter (* 1947), amerikanischer Schauspieler
- Strauß, Peter (* 1958), österreichischer Schauspieler
- Strauss, Peter A. (* 1971), deutscher Koch
- Strauss, Richard (1864–1949), deutscher Komponist und DirigentRichard Strauss (1864–1949)

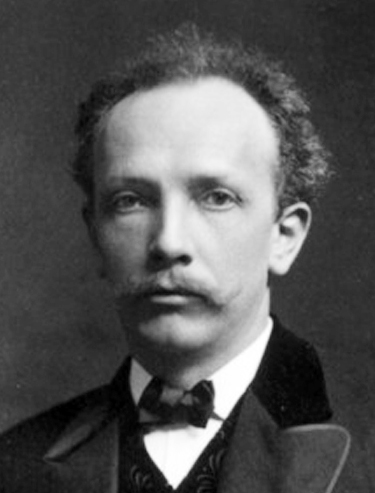
Richard Strauss (1864–1949)

- Strauss, Robert (1913–1975), US-amerikanischer Schauspieler
- Strauß, Robert (* 1986), deutscher Fußballspieler
- Strauss, Robert Schwarz (1918–2014), US-amerikanischer Politiker, Diplomat und Manager
- Strauss, Rolene (* 1992), südafrikanisches Model und Miss World
- Strauß, Roswitha (* 1946), deutsche Politikerin (CDU), MdL
- Strauß, Rudolph (1904–1987), deutscher Pädagoge und Archivar
- Strauss, Ruth (* 1963), englische Squashspielerin
- Strauss, Sharon (* 1956), US-amerikanische Evolutionsbiologin und Ökologin
- Strauß, Sigmund (1875–1942), österreichischer Physiker, Ingenieur und Erfinder
- Strauss, Silvan (* 1990), deutscher Jazzmusiker (Schlagzeug, Komposition)
- Strauß, Simon (* 1988), deutscher Historiker, Schriftsteller und Journalist (FAZ)Simon Strauß (* 1988)

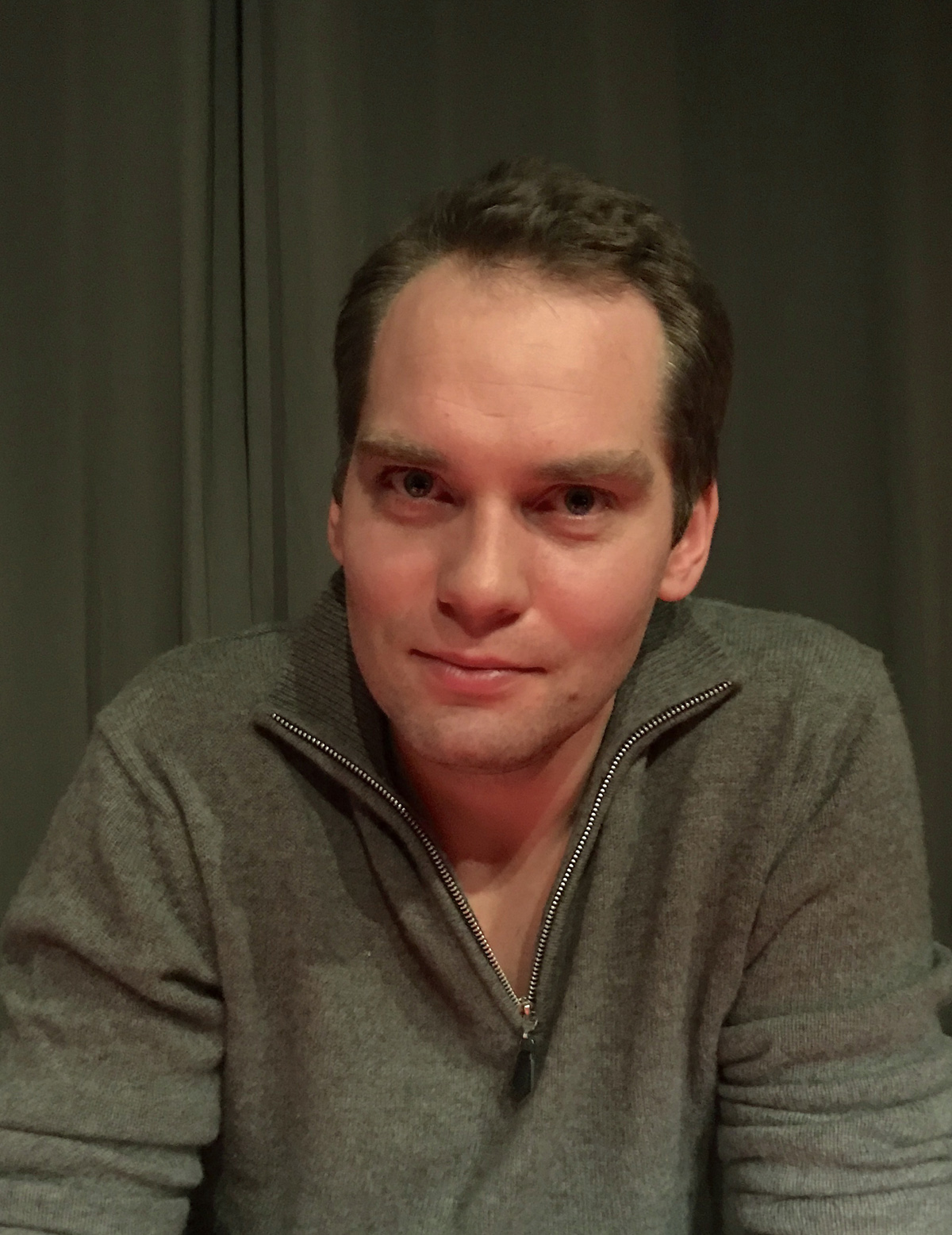
Simon Strauß (* 1988)

- Strauss, Simon (* 2000), österreichischer Fußballspieler
- Strauß, Sven (* 1974), deutscher Politiker (SPD)
- Strauss, Teresa (* 1995), österreichische Beachvolleyballspielerin
- Strauß, Thomas (* 1953), deutscher Ruderer
- Strauß, Tilman (* 1982), deutscher Schauspieler
- Strauss, Tom (1930–2020), deutsch-amerikanischer Schauspieler und Synchronsprecher
- Strauss, Ursula (* 1974), österreichische SchauspielerinUrsula Strauss (* 1974)

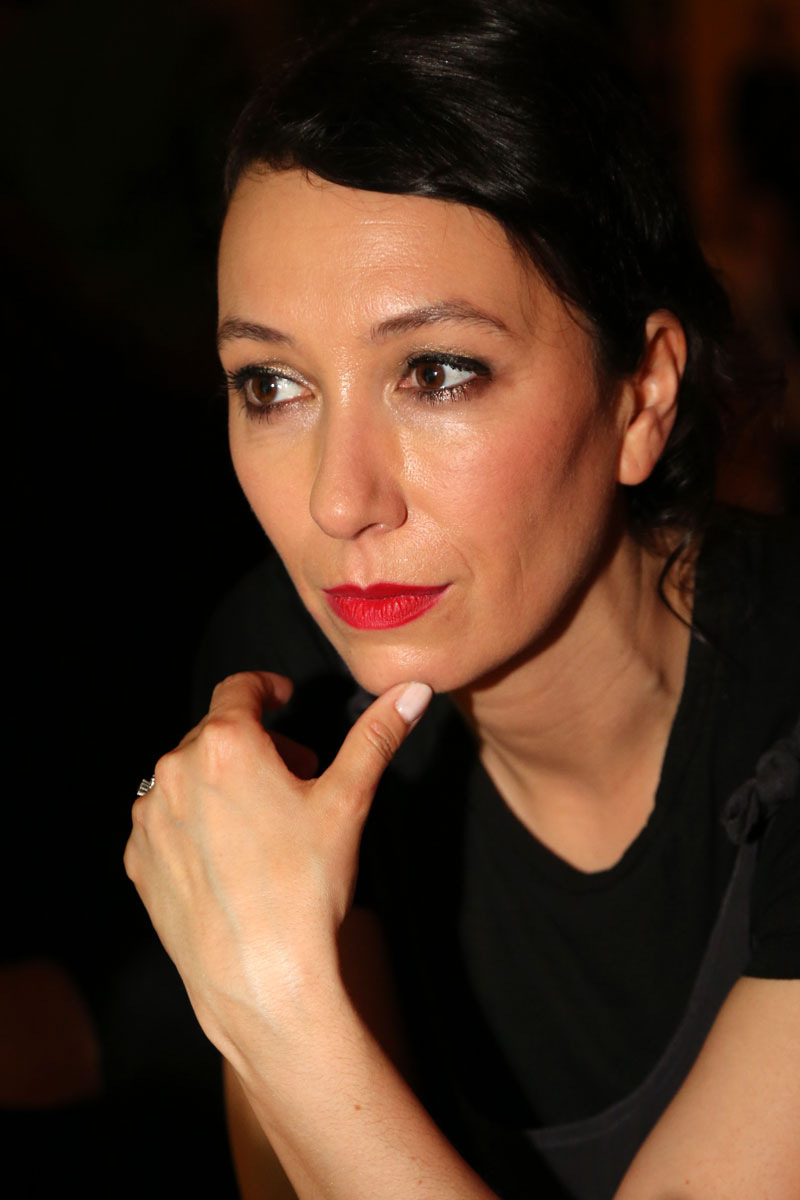
Ursula Strauss (* 1974)

- Strauss, Walter (1895–1990), deutsch-jüdischer Mediziner
- Strauss, Walter (1898–1982), deutscher Historiker und Geschichtsdidaktiker
- Strauß, Walter (1900–1976), deutscher Politiker (CDU), Staatssekretär
- Strauss, Walter Adolf (1923–2008), deutsch-amerikanischer Literaturwissenschaftler und Hochschullehrer
- Strauss, Walter Alexander (* 1937), US-amerikanischer Mathematiker
- Strauss, Walter L. (1922–1988), US-amerikanischer Kunsthistoriker, Unternehmer und Verleger deutscher Herkunft
- Strauß, Wolfgang (1927–2018), deutscher Dirigent
- Strauß, Wolfgang (1931–2014), deutscher Buchautor
- Strauss, Wolfgang (* 1951), deutscher Medienkünstler
- Strauß, Xaver (1910–1998), deutscher Verwaltungsführer in Konzentrationslagern
- Strauss, Zohar (* 1972), israelischer Schauspieler
- Strauss-de Ahna, Pauline (1863–1950), deutsche Sopranistin und Ehefrau des Komponisten Richard Strauss
- Strauß-Ellenbogen, Marianne (1923–1996), deutsch-britische Zeitzeugin des Holocaust
- Strauss-Höfer, Gertrud (1901–1970), deutsche Violinistin und Opfer des NS-Regimes
- Strauss-Kahn, Dominique (* 1949), französischer Politiker, Mitglied der Nationalversammlung, Direktor des Internationalen Währungsfonds (IWF)Dominique Strauss-Kahn (* 1949)

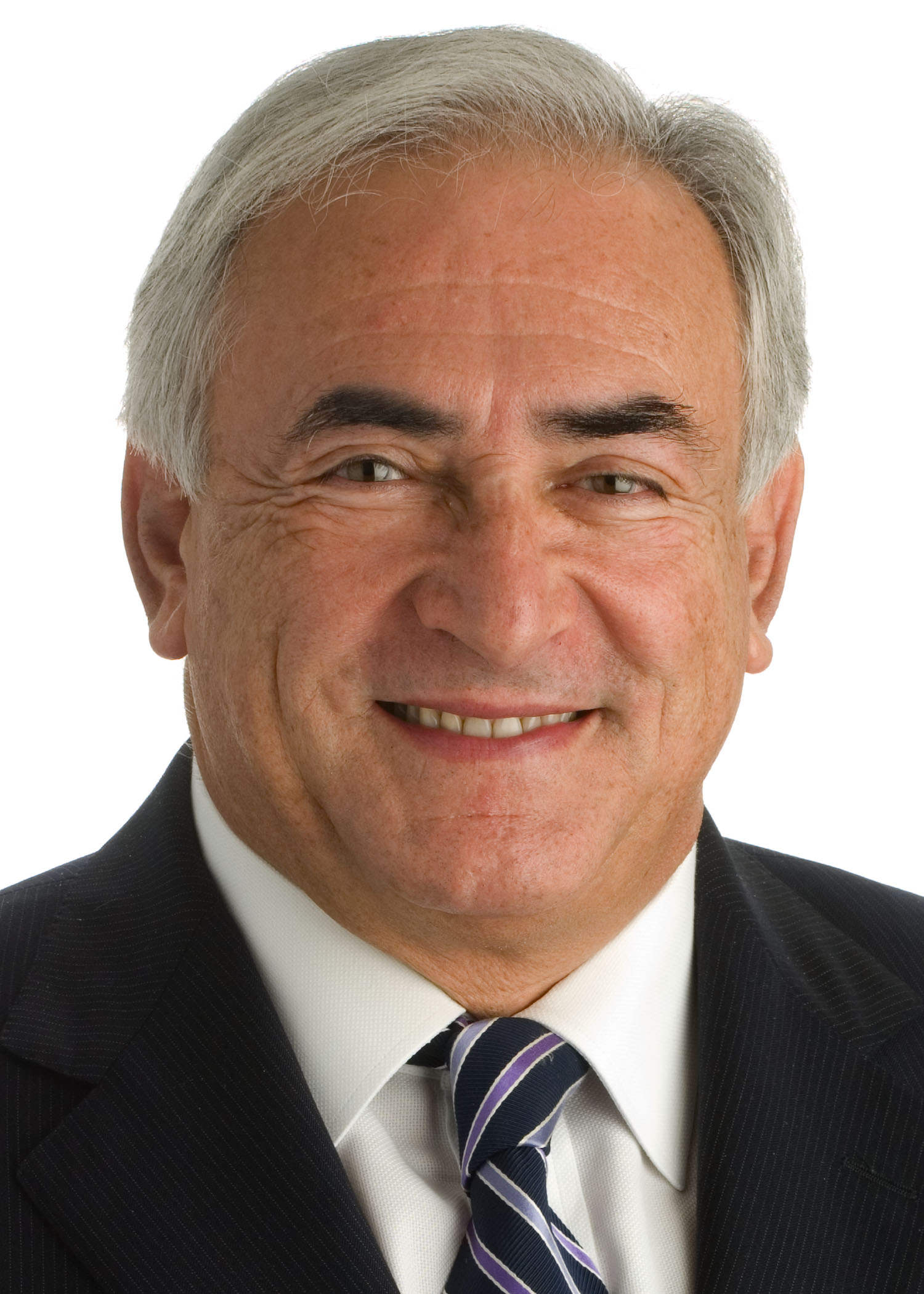
Dominique Strauss-Kahn (* 1949)

- Strauss-Köster, Katja (* 1970), deutsche Politikerin (parteilos), Bürgermeisterin von Herdecke
- Strauß-Olsen, Hermann (1880–1914), deutscher Kaufmann und Schriftsteller
- Straussfeld, Wenceslaus (1867–1933), deutscher Seelsorger, Franziskaner und Ordensoberer
- Strausz-Hupé, Robert (1903–2002), amerikanischer Politikwissenschaftler und Diplomat

### Straut
- Straut, Ciprian (* 1982), rumänischer Badmintonspieler
- Strautmanis, Aleksandrs (1910–1944), lettischer Fußballspieler
- Strautmann, Christoph (1860–1919), lettischer Geistlicher und Märtyrer
- Strautmann, Maximilian (* 1999), deutscher Politiker (Bündnis 90/Die Grünen)
- Strautnieks, Eduards (1886–1946), lettischer Rechtsanwalt und Politiker
- Strauts, Zig (* 1947), kanadischer Diskuswerfer

### Strauv
- Strauven, Karl Leopold (1814–1886), deutscher Notar und Heimatforscher
- Strauven, Michael (* 1940), deutscher Regisseur und Autor

### Strauw
- Strauwen, Jean (1878–1947), belgischer Komponist und Dirigent
- Strauwen, Pierre (1886–1968), belgischer Schwimmer

### Strauz
- Strauzenberg, Stanley Ernest (1914–2015), deutscher Arzt, Sportmediziner und Hochschullehrer